# Канада на зимних Олимпийских играх 2014
Канада принимала участие в зимних Олимпийских играх 2014 года, которые проходили в Сочи (Россия) с 7 по 23 февраля, где её представляли 222 спортсмена в четырнадцати видах спорта: канадцы не участвовали только в лыжном двоеборье. На церемонии открытия Олимпийских игр флаг Канады несла игрок женской сборной Канады по хоккею Хейли Виккенхайзер, а на церемонии закрытия — бобслеистки, олимпийские чемпионки Игр в Сочи в двойках, Кейли Хамфрис и Хезер Мойс.
Зимние Олимпийские игры 2014 года для Канады стали вторыми по успешности зимними играми (лучшими были прошедшие домашние Игры 2010 года в Ванкувере) — было завоёвано 25 олимпийских медалей: 10 золотых, 10 серебряных и 5 бронзовых. В неофициальном медальном зачёте Канада заняла 3-е место. мужская сборная Канады по хоккею выиграла вторые Олимпийские игры подряд. А женская сборная Канады по хоккею праздновала победу уже на четвёртых Играх подряд. Канадские игроки Хейли Виккенхайзер, Джейна Хеффорд и Каролин Уэллетт после этого турнира завоевали по четыре золотые олимпийские медали в хоккее, что является рекордом.

## Медали
| Золото  | |                                               |            |
| №       | Спортсмены | Вид спорта (дисциплина)                       | Дата       |
| 1       | Жюстин Дюфур-Лапуант | Фристайл (женщины, могул)                     | 8 февраля  |
| 2       | Александр Билодо | Фристайл (мужчины, могул)                     | 10 февраля |
| 3       | Шарль Амлен | Шорт-трек (мужчины, 1500 метров)              | 10 февраля |
| 4       | Дара Хауэлл | Фристайл (женщины, слоупстайл)                | 11 февраля |
| 5       | Кейли Хамфрис Хезер Мойс | Бобслей (женщины, двойки)                     | 19 февраля |
| 6       | Женская сборная по кёрлингу Дженнифер Джонс Кейтлин Лоус Джилл Оффисер Дон Макьюэн Кирстен Уолл | Кёрлинг (женщины)                             | 20 февраля |
| 7       | Женская сборная по хоккею Меган Агоста Хейли Виккенхайзер Мелоди Дауст Брианн Дженнер Ребекка Джонстон Хейли Ирвин Шарлин Лабонте Женевьев Лакасс Жослин Ларок Меган Миккелсон Мари-Филип Пулен Лорин Ружо Шэннон Сабадош Натали Спунер Кэтрин Уорд Тара Уоткорн Дженнифер Уэйкфилд Каролин Уэллетт Лаура Фортино Джейна Хеффорд Джиллиан Эппс             | Хоккей (женщины)                              | 20 февраля |
| 8       | Мариэль Томпсон | Фристайл (женщины, ски-кросс)                 | 21 февраля |
| 9       | Мужская сборная по кёрлингу Брэд Джейкобс Райан Фрай Эрик Харнден Райан Харнден Калеб Флэкси | Кёрлинг (мужчины)                             | 20 февраля |
| 10      | Мужская сборная по хоккею Роберто Люонго Данкан Кит Дэн Хэмьюс Ши Уэбер Дрю Даути Мэтт Дюшен Патрик Шарп Патрик Марло Крис Кунитц Райан Гецлаф Джонатан Тэйвз Джей Боумистер Джон Таварес Джейми Бенн Кори Перри Мартин Сан-Луи Алекс Пьетранджело Кэри Прайс Патрис Бержерон Майк Смит Марк-Эдуард Власич Рик Нэш Пи Кей Суббан Джефф Картер Сидни Кросби | Хоккей (мужчины)                              | 23 февраля |
| Серебро | |                                               |            |
| №       | Спортсмены | Вид спорта (дисциплина)                       | Дата       |
| 1       | Хлоэ Дюфур-Лапуант | Фристайл (женщины, могул)                     | 8 февраля  |
| 2       | Патрик Чан Кевин Рейнольдс Кэтлин Осмонд Меган Дюамель / Эрик Рэдфорд Кирстен Мур-Тауэрс / Дилан Москович Тесса Вертью / Скотт Моир | Фигурное катание (командные соревнования)     | 9 февраля  |
| 3       | Микаэль Кингсбери | Фристайл (мужчины, могул)                     | 10 февраля |
| 4       | Денни Моррисон | Конькобежный спорт (мужчины, 1000 метров)     | 12 февраля |
| 5       | Патрик Чан | Фигурное катание (мужчины, одиночное катание) | 14 февраля |
| 6       | Доминик Мальте | Сноуборд (женщины, сноуборд-кросс)            | 16 февраля |
| 7       | Тесса Вертью / Скотт Моир | Фигурное катание (танцы на льду)              | 17 февраля |
| 8       | Майк Риддл | Фристайл (мужчины, ски-хафпайп)               | 18 февраля |
| 9       | Мари-Эв Дроле Джессика Хьюитт Валери Мальте Мариан Сен-Желе | Шорт-трек (женщины, эстафета)                 | 18 февраля |
| 10      | Келси Серва | Фристайл (женщины, ски-кросс)                 | 21 февраля |
| Бронза  | |                                               |            |
| №       | Спортсмены | Вид спорта (дисциплина)                       | Дата       |
| 1       | Марк Макморрис | Сноуборд (мужчины, слоупстайл)                | 8 февраля  |
| 2       | Ким Ламарр | Фристайл (женщины, слоупстайл)                | 11 февраля |
| 3       | Денни Моррисон | Конькобежный спорт (мужчины, 1500 метров)     | 15 февраля |
| 4       | Ян Худек | Горнолыжный спорт (мужчины, супергигант)      | 16 февраля |
| 5       | Шарль Курнуайе | Шорт-трек (мужчины, 500 метров)               | 21 февраля |

| Медали по видам спорта | Медали по видам спорта | Медали по видам спорта | Медали по видам спорта | Медали по видам спорта |
| ---------------------- | ---------------------- | ---------------------- | ---------------------- | ---------------------- |
| Вид спорта             | 1                      | 2                      | 3                      | Итого                  |
| Бобслей                | 1                      | 0                      | 0                      | 1                      |
| Горнолыжный спорт      | 0                      | 0                      | 1                      | 1                      |
| Кёрлинг                | 2                      | 0                      | 0                      | 2                      |
| Конькобежный спорт     | 0                      | 1                      | 1                      | 2                      |
| Сноуборд               | 0                      | 1                      | 1                      | 2                      |
| Фигурное катание       | 0                      | 3                      | 0                      | 3                      |
| Фристайл               | 4                      | 4                      | 1                      | 9                      |
| Хоккей                 | 2                      | 0                      | 0                      | 2                      |
| Шорт-трек              | 1                      | 1                      | 1                      | 3                      |
| Всего                  | 10                     | 10                     | 5                      | 25                     |

| Медали по дням | Медали по дням | Медали по дням | Медали по дням | Медали по дням | Медали по дням | Медали по дням |
| -------------- | -------------- | -------------- | -------------- | -------------- | -------------- | -------------- |
| День           | Дата           | 1              | 2              | 3              | Итого          |                |
| День 1         | 8 февраля      | 1              | 1              | 1              | 3              |                |
| День 2         | 9 февраля      | 0              | 1              | 0              | 1              |                |
| День 3         | 10 февраля     | 2              | 1              | 0              | 3              |                |
| День 4         | 11 февраля     | 1              | 0              | 1              | 2              |                |
| День 5         | 12 февраля     | 0              | 1              | 0              | 1              |                |
| День 6         | 13 февраля     | 0              | 0              | 0              | 0              |                |
| День 7         | 14 февраля     | 0              | 1              | 0              | 1              |                |
| День 8         | 15 февраля     | 0              | 0              | 1              | 1              |                |
| День 9         | 16 февраля     | 0              | 1              | 1              | 2              |                |
| День 10        | 17 февраля     | 0              | 1              | 0              | 1              |                |
| День 11        | 18 февраля     | 0              | 2              | 0              | 2              |                |
| День 12        | 19 февраля     | 1              | 0              | 0              | 1              |                |
| День 13        | 20 февраля     | 2              | 0              | 0              | 2              |                |
| День 14        | 21 февраля     | 2              | 1              | 1              | 4              |                |
| День 15        | 22 февраля     | 0              | 0              | 0              | 0              |                |
| День 16        | 23 февраля     | 1              | 0              | 0              | 1              |                |
| Всего          | Всего          | 10             | 10             | 5              | 25             |                |

| Медали по полу | Медали по полу | Медали по полу | Медали по полу | Медали по полу |
| -------------- | -------------- | -------------- | -------------- | -------------- |
| Пол            | 1              | 2              | 3              | Итого          |
| Мужчины        | 4              | 4              | 4              | 12             |
| Женщины        | 6              | 4              | 1              | 11             |
| Микст          | 0              | 2              | 0              | 2              |
| Всего          | 10             | 10             | 5              | 25             |

## Состав и результаты

### Биатлон
Мужчины
| Соревнование         | Спортсмены                                               | Стрельба                             | Время                                     | Отставание | Место   |
| -------------------- | -------------------------------------------------------- | ------------------------------------ | ----------------------------------------- | ---------- | ------- |
| Спринт               | Жан-Филипп Легеллек                                      | 0+0                                  | 24:43,2                                   | +9,7       | 5       |
| Спринт               | Натан Смит                                               | 0+0                                  | 25:09,7                                   | +36,2      | 13      |
| Спринт               | Брендан Грин                                             | 1+0                                  | 25:31,7                                   | +58,2      | 23      |
| Спринт               | Скотт Перрас                                             | 2+1                                  | 27:32,1                                   | +2:58,6    | 74      |
| Гонка преследования  | Натан Смит                                               | 0+0+1+0                              | 34:37,7                                   | +48,9      | 11      |
| Гонка преследования  | Жан-Филипп Легеллек                                      | 0+0+2+1                              | 35:45,3                                   | +1:56,7    | 26      |
| Гонка преследования  | Брендан Грин                                             | 2+1+1+0                              | 36:21,2                                   | +2:32,6    | 35      |
| Индивидуальная гонка | Брендан Грин                                             | 0+1+1+0                              | 52:05,3                                   | +2:33,6    | 21      |
| Индивидуальная гонка | Натан Смит                                               | 0+2+0+1                              | 52:41,3                                   | +3:09,6    | 25      |
| Индивидуальная гонка | Жан-Филипп Легеллек                                      | 0+1+0+1                              | 53:25,5                                   | +3:53,8    | 34 (35) |
| Индивидуальная гонка | Скотт Перрас                                             | 0+3+1+0                              | 56:04,3                                   | +6:32,6    | 58 (59) |
| Масс-старт           | Брендан Грин                                             | 1+1+0+0                              | 43:38,3                                   | +1:09,2    | 9       |
| Масс-старт           | Жан-Филипп Легеллек                                      | 0+0+0+1                              | 43:41,6                                   | +1:12,5    | 10      |
| Масс-старт           | Натан Смит                                               | 2+3                                  | DNF                                       | DNF        | DNF     |
| Эстафета             | Жан-Филипп Легеллек Скотт Перрас Брендан Грин Натан Смит | 1+10 0+0 1+3 0+1 0+0 0+1 0+1 0+2 0+2 | 1:13:46,2 17:47,2 18:04,3 18:24,4 19:30,3 | +1:30,3    | 7       |

 Изменение итогового места из-за дисквалификации соперников за допинг (в скобках указано первоначально занятое место в соревновании)
Женщины
| Соревнование         | Спортсмены                                          | Стрельба                             | Время                                     | Отставание | Место   |
| -------------------- | --------------------------------------------------- | ------------------------------------ | ----------------------------------------- | ---------- | ------- |
| Спринт               | Розанна Крофорд                                     | 0+1                                  | 22:10,8                                   | +1:04,0    | 25      |
| Спринт               | Меган Имри                                          | 0+1                                  | 22:19,5                                   | +1:12,7    | 31      |
| Спринт               | Зина Кокер                                          | 1+1                                  | 22:25,5                                   | +1:18,7    | 32      |
| Спринт               | Меган Хайнике                                       | 1+2                                  | 23:34,5                                   | +2:27,7    | 59      |
| Гонка преследования  | Зина Кокер                                          | 0+2+0+2                              | 32:15,1                                   | +2:44,4    | 25      |
| Гонка преследования  | Меган Имри                                          | 1+0+1+0                              | 32:22,7                                   | +2:52,0    | 28      |
| Гонка преследования  | Розанна Крофорд                                     | 2+3+2+0                              | 34:15,6                                   | +4:44,9    | 45      |
| Гонка преследования  | Меган Хайнике                                       | 2+1+3+2                              | DNF                                       | DNF        | DNF     |
| Индивидуальная гонка | Меган Имри                                          | 1+0+1+0                              | 48:32,7                                   | +5:13,1    | 30      |
| Индивидуальная гонка | Меган Хайнике                                       | 3+0+0+1                              | 50:26,8                                   | +7:07,2    | 51      |
| Индивидуальная гонка | Зина Кокер                                          | 1+4+0+3                              | 53:00,7                                   | +9:41,1    | 63      |
| Индивидуальная гонка | Розанна Крофорд                                     | 2+1+1+1                              | 53:29,8                                   | +10:10,2   | 67      |
| Масс-старт           | Меган Имри                                          | 1+0+1+3                              | 38:59,0                                   | +3:33,4    | 26 (27) |
| Эстафета             | Розанна Крофорд Меган Имри Меган Хайнике Зина Кочер | 2+12 0+2 0+1 0+2 0+2 0+0 0+0 0+2 2+3 | 1:12:21,5 17:20,7 17:41,7 17:38,1 19:41,0 | +2:19,0    | 8       |

 Изменение итогового места из-за дисквалификации соперников за допинг (в скобках указано первоначально занятое место в соревновании)
Смешанная эстафета
| Соревнование       | Спортсмены                                           | Стрельба                            | Время                                     | Отставание | Место   |
| ------------------ | ---------------------------------------------------- | ----------------------------------- | ----------------------------------------- | ---------- | ------- |
| Смешанная эстафета | Меган Имри Розанна Крофорд Брендан Грин Скотт Перрас | 0+8 0+0 0+2 0+0 0+1 0+0 0+2 0+0 0+3 | 1:13:27,7 17:49,8 16:46,6 19:00,0 19:51,3 | +4:10,7    | 10 (11) |

 Изменение итогового места из-за дисквалификации соперников за допинг (в скобках указано первоначально занятое место в соревновании)

### Бобслей
Мужчины
| Соревнование | Спортсмены                                                                            | 1 заезд   | 1 заезд | 2 заезд   | 2 заезд | 3 заезд   | 3 заезд | 4 заезд               | 4 заезд               | Итоговый результат | Отставание | Итоговое место |
| Соревнование | Спортсмены                                                                            | Результат | Место   | Результат | Место   | Результат | Место   | Результат             | Место                 | Итоговый результат | Отставание | Итоговое место |
| ------------ | ------------------------------------------------------------------------------------- | --------- | ------- | --------- | ------- | --------- | ------- | --------------------- | --------------------- | ------------------ | ---------- | -------------- |
| Двойки       | Джастин Криппс Брайан Барнетт                                                         | 56,56     | 6       | 56,70     | 7       | 56,42     | 4       | 56,94                 | 14                    | 3:46,62            | +1,23      | 4 (6)          |
| Двойки       | Кристофер Спринг Джесси Ламсден                                                       | 56,66     | 10      | 56,77     | 7       | 56,62     | 8       | 56,74                 | 7                     | 3:46,79            | +1,40      | 5 (7)          |
| Двойки       | Линдон Раш Ласеллес Браун                                                             | 56,61     | 7       | 56,87     | 9       | 56,64     | 10      | 56,76                 | 9                     | 3:46,88            | +1,49      | 7 (9)          |
| Четвёрки     | Линдон Раш Ласеллес Браун Дэвид Биссетт Невилл Райт                                   | 55,35     | 11      | 55,43     | 7       | 55,60     | 8       | 55,38                 | 5                     | 3:41,76            | +1,16      | 7 (9)          |
| Четвёрки     | Джастин Криппс Брайан Барнетт Джеймс Макнотон Тимоти Рэндолл                          | 55,50     | 12      | 55,70     | 18      | 55,88     | 13      | 55,76                 | 13                    | 3:42,84            | +2,24      | 11 (13)        |
| Четвёрки     | Кристофер Спринг Джесси Ламсден Бен Коакуэлл Коди Соренсен Люк Деметр Грэйми Ринхольм | 55,17     | 8       | 59,91     | 30      | 55,72     | 10      | Завершили выступление | Завершили выступление | 2:50,80            | —          | 27 (30)        |

 Изменение итогового места из-за дисквалификации соперников за допинг (в скобках указано первоначально занятое место в соревновании)
Женщины
| Соревнование | Спортсмены                    | 1 заезд   | 1 заезд | 2 заезд   | 2 заезд | 3 заезд   | 3 заезд | 4 заезд   | 4 заезд | Итоговый результат | Отставание | Итоговое место |
| Соревнование | Спортсмены                    | Результат | Место   | Результат | Место   | Результат | Место   | Результат | Место   | Итоговый результат | Отставание | Итоговое место |
| ------------ | ----------------------------- | --------- | ------- | --------- | ------- | --------- | ------- | --------- | ------- | ------------------ | ---------- | -------------- |
| Двойки       | Кейли Хамфрис Хезер Мойс      | 57,39     | 2       | 57,73     | 2       | 57,57     | 1       | 57,92     | 1       | 3:50,61            | —          | 1              |
| Двойки       | Дженнифер Чокетти Челси Валуа | 58,43     | 13      | 58,63     | 16      | 58,72     | 12      | 58,71     | 11      | 3:54,49            | +3,88      | 13             |

### Горнолыжный спорт
Мужчины
| Соревнование      | Спортсмены            | Скоростной спуск/ 1 спуск | Скоростной спуск/ 1 спуск | Слалом/ 2 спуск | Слалом/ 2 спуск | Всего   | Отставание | Место |
| Соревнование      | Спортсмены            | Время                     | Место                     | Время           | Место           | Всего   | Отставание | Место |
| ----------------- | --------------------- | ------------------------- | ------------------------- | --------------- | --------------- | ------- | ---------- | ----- |
| Скоростной спуск  | Эрик Гэй              | Не проводится             | Не проводится             | Не проводится   | Не проводится   | 2:07,04 | +0,81      | 10    |
| Скоростной спуск  | Бенджамин Томсен      | Не проводится             | Не проводится             | Не проводится   | Не проводится   | 2:08,00 | +1,77      | 19    |
| Скоростной спуск  | Ян Худек              | Не проводится             | Не проводится             | Не проводится   | Не проводится   | 2:08,49 | +2,26      | 21    |
| Скоростной спуск  | Мануэль Осборн-Паради | Не проводится             | Не проводится             | Не проводится   | Не проводится   | 2:09,00 | +2,77      | 25    |
| Суперкомбинация   | Морган Прайди         | 1:56,21                   | 25                        | 53,82           | 19              | 2:50,03 | +4,83      | 20    |
| Супергигант       | Ян Худек              | Не проводится             | Не проводится             | Не проводится   | Не проводится   | 1:18,67 | +0,53      | 3     |
| Супергигант       | Морган Прайди         | Не проводится             | Не проводится             | Не проводится   | Не проводится   | 1:19,19 | +1,05      | 10    |
| Супергигант       | Мануэль Осборн-Паради | Не проводится             | Не проводится             | Не проводится   | Не проводится   | 1:20,19 | +2,05      | 24    |
| Супергигант       | Эрик Гэй              | Не проводится             | Не проводится             | Не проводится   | Не проводится   | DSQ     | DSQ        | DSQ   |
| Гигантский слалом | Тревор Филп           | 1:24,38                   | 31                        | 1:25,17         | 25              | 2:49,55 | +4,26      | 25    |
| Гигантский слалом | Фил Браун             | 1:24,82                   | 32                        | 1:25,09         | 24              | 2:49,91 | +4,62      | 29    |
| Гигантский слалом | Морган Прайди         | 1:25,95                   | 39                        | 1:26,01         | 30              | 2:51,96 | +6,67      | 33    |
| Слалом            | Майкл Яник            | 48,82                     | 22                        | 55,54           | 12              | 1:44,36 | +2,52      | 16    |
| Слалом            | Фил Браун             | 49,97                     | 34                        | 59,68           | 20              | 1:49,65 | +7,81      | 20    |
| Слалом            | Тревор Филп           | 49,55                     | 29                        | DSQ             | DSQ             | DSQ     | DSQ        | DSQ   |
| Слалом            | Брэд Спенс            | 49,55                     | 29                        | DSQ             | DSQ             | DSQ     | DSQ        | DSQ   |

Женщины
| Соревнование      | Спортсмены          | Скоростной спуск/ 1 спуск | Скоростной спуск/ 1 спуск | Слалом/ 2 спуск | Слалом/ 2 спуск | Всего   | Отставание | Место |
| Соревнование      | Спортсмены          | Время                     | Место                     | Время           | Место           | Всего   | Отставание | Место |
| ----------------- | ------------------- | ------------------------- | ------------------------- | --------------- | --------------- | ------- | ---------- | ----- |
| Скоростной спуск  | Лариса Юркив        | Не проводится             | Не проводится             | Не проводится   | Не проводится   | 1:43,46 | +1,89      | 20    |
| Суперкомбинация   | Мари-Мишель Ганьон  | 1:45,39                   | 21                        | DNF             | DNF             | DNF     | DNF        | DNF   |
| Супергигант       | Мари-Пьер Префонтен | Не проводится             | Не проводится             | Не проводится   | Не проводится   | 1:28,67 | +3,15      | 20    |
| Супергигант       | Мари-Мишель Ганьон  | Не проводится             | Не проводится             | Не проводится   | Не проводится   | DNF     | DNF        | DNF   |
| Супергигант       | Лариса Юркив        | Не проводится             | Не проводится             | Не проводится   | Не проводится   | DNF     | DNF        | DNF   |
| Гигантский слалом | Эрин Милзински      | 1:21,25                   | 20                        | 1:19,44         | 18              | 2:40,69 | +3,82      | 21    |
| Гигантский слалом | Мари-Мишель Ганьон  | DNF                       | DNF                       | DNF             | DNF             | DNF     | DNF        | DNF   |
| Гигантский слалом | Мари-Пьер Префонтен | DNF                       | DNF                       | DNF             | DNF             | DNF     | DNF        | DNF   |
| Слалом            | Мари-Мишель Ганьон  | 54,32                     | 10                        | 53,05           | 15              | 1:47,37 | +2,83      | 9     |
| Слалом            | Бриттани Фелан      | 56,41                     | 17                        | 52,70           | 12              | 1:49,11 | +4,57      | 15    |
| Слалом            | Эрин Милзински      | DNF                       | DNF                       | DNF             | DNF             | DNF     | DNF        | DNF   |
| Слалом            | Элли Тервиль        | DNF                       | DNF                       | DNF             | DNF             | DNF     | DNF        | DNF   |

### Кёрлинг
| Соревнование | Команда                     | Круговой турнир  | Круговой турнир | Круговой турнир | Тай-брейк          | Полуфинал              | Финал                  | Место |
| Соревнование | Команда                     | Соперник         | Результат       | Место           | Соперник Результат | Соперник Результат     | Соперник Результат     | Место |
| ------------ | --------------------------- | ---------------- | --------------- | --------------- | ------------------ | ---------------------- | ---------------------- | ----- |
| Мужчины      | Мужская сборная по кёрлингу | Германия         | В 11:8          | 2 QS            | Не участвовали     | Китай · В 10:6         | Великобритания · В 9:3 | 1     |
| Мужчины      | Мужская сборная по кёрлингу | Швейцария        | П 4:5           | 2 QS            | Не участвовали     | Китай · В 10:6         | Великобритания · В 9:3 | 1     |
| Мужчины      | Мужская сборная по кёрлингу | Швеция           | П 6:7           | 2 QS            | Не участвовали     | Китай · В 10:6         | Великобритания · В 9:3 | 1     |
| Мужчины      | Мужская сборная по кёрлингу | Россия           | В 7:4           | 2 QS            | Не участвовали     | Китай · В 10:6         | Великобритания · В 9:3 | 1     |
| Мужчины      | Мужская сборная по кёрлингу | Дания            | В 7:6           | 2 QS            | Не участвовали     | Китай · В 10:6         | Великобритания · В 9:3 | 1     |
| Мужчины      | Мужская сборная по кёрлингу | Норвегия         | В 10:4          | 2 QS            | Не участвовали     | Китай · В 10:6         | Великобритания · В 9:3 | 1     |
| Мужчины      | Мужская сборная по кёрлингу | Великобритания   | В 7:5           | 2 QS            | Не участвовали     | Китай · В 10:6         | Великобритания · В 9:3 | 1     |
| Мужчины      | Мужская сборная по кёрлингу | США              | В 8:6           | 2 QS            | Не участвовали     | Китай · В 10:6         | Великобритания · В 9:3 | 1     |
| Мужчины      | Мужская сборная по кёрлингу | Китай            | В 9:8           | 2 QS            | Не участвовали     | Китай · В 10:6         | Великобритания · В 9:3 | 1     |
| Женщины      | Женская сборная по кёрлингу | Китай            | В 9:2           | 1 QS            | Не участвовали     | Великобритания · В 6:4 | Швеция · В 6:3         | 1     |
| Женщины      | Женская сборная по кёрлингу | Швеция           | В 9:3           | 1 QS            | Не участвовали     | Великобритания · В 6:4 | Швеция · В 6:3         | 1     |
| Женщины      | Женская сборная по кёрлингу | Великобритания   | В 9:6           | 1 QS            | Не участвовали     | Великобритания · В 6:4 | Швеция · В 6:3         | 1     |
| Женщины      | Женская сборная по кёрлингу | Дания            | В 8:5           | 1 QS            | Не участвовали     | Великобритания · В 6:4 | Швеция · В 6:3         | 1     |
| Женщины      | Женская сборная по кёрлингу | Швейцария        | В 8:5           | 1 QS            | Не участвовали     | Великобритания · В 6:4 | Швеция · В 6:3         | 1     |
| Женщины      | Женская сборная по кёрлингу | Япония           | В 8:6           | 1 QS            | Не участвовали     | Великобритания · В 6:4 | Швеция · В 6:3         | 1     |
| Женщины      | Женская сборная по кёрлингу | Россия           | В 5:3           | 1 QS            | Не участвовали     | Великобритания · В 6:4 | Швеция · В 6:3         | 1     |
| Женщины      | Женская сборная по кёрлингу | США              | В 7:6           | 1 QS            | Не участвовали     | Великобритания · В 6:4 | Швеция · В 6:3         | 1     |
| Женщины      | Женская сборная по кёрлингу | Республика Корея | В 9:4           | 1 QS            | Не участвовали     | Великобритания · В 6:4 | Швеция · В 6:3         | 1     |

#### Мужчины
Состав
| Четвёртый            | Третий     | Второй       | Ведущий       | Запасной     |
| -------------------- | ---------- | ------------ | ------------- | ------------ |
| Брэд Джейкобс (скип) | Райан Фрай | Эрик Харнден | Райан Харнден | Калеб Флэкси |

Круговой турнир
|  | Команды, выходящие в полуфинал    |
|  | Команды, участвующие в тай-брейке |

| Место | Команда        | В | П | КЗ | КП | ВЭ | ПЭ | ОЭ | УЭ | ППД |
| ----- | -------------- | - | - | -- | -- | -- | -- | -- | -- | --- |
| 1     | Швеция         | 8 | 1 | 60 | 44 | 38 | 30 | 18 | 8  | 86% |
| 2     | Канада         | 7 | 2 | 69 | 53 | 39 | 36 | 14 | 7  | 84% |
| 3     | Китай          | 7 | 2 | 67 | 50 | 41 | 37 | 11 | 5  | 85% |
| 4     | Норвегия       | 5 | 4 | 52 | 56 | 36 | 33 | 18 | 5  | 86% |
| 5     | Великобритания | 5 | 4 | 51 | 49 | 37 | 35 | 15 | 8  | 83% |
| 6     | Дания          | 4 | 5 | 54 | 61 | 32 | 37 | 17 | 4  | 81% |
| 7     | Россия         | 3 | 6 | 58 | 70 | 36 | 38 | 13 | 7  | 77% |
| 8     | Швейцария      | 3 | 6 | 47 | 46 | 31 | 34 | 22 | 7  | 83% |
| 9     | США            | 2 | 7 | 47 | 58 | 30 | 39 | 14 | 7  | 80% |
| 10    | Германия       | 1 | 8 | 53 | 74 | 38 | 39 | 10 | 9  | 76% |

Время местное (UTC+4).

| Команда  | 1 | 2 | 3 | 4 | 5 | 6 | 7 | 8 | 9 | 10 | Всего |
| Германия | 0 | 2 | 2 | 0 | 0 | 1 | 0 | 1 | 2 | 0  | 8     |
| Канада   | 2 | 0 | 0 | 3 | 2 | 0 | 2 | 0 | 0 | 2  | 11    |

| Команда   | 1 | 2 | 3 | 4 | 5 | 6 | 7 | 8 | 9 | 10 | Всего |
| Канада    | 0 | 0 | 0 | 0 | 0 | 2 | 0 | 1 | 0 | 1  | 4     |
| Швейцария | 0 | 0 | 0 | 0 | 3 | 0 | 1 | 0 | 1 | 0  | 5     |

| Команда | 1 | 2 | 3 | 4 | 5 | 6 | 7 | 8 | 9 | 10 | Всего |
| Канада  | 0 | 0 | 0 | 2 | 0 | 2 | 0 | 0 | 2 | 0  | 6     |
| Швеция  | 0 | 2 | 0 | 0 | 2 | 0 | 2 | 0 | 0 | 1  | 7     |

| Команда | 1 | 2 | 3 | 4 | 5 | 6 | 7 | 8 | 9 | 10 | Всего |
| Россия  | 0 | 1 | 0 | 1 | 0 | 0 | 0 | 2 | 0 | X  | 4     |
| Канада  | 2 | 0 | 0 | 0 | 4 | 0 | 0 | 0 | 1 | X  | 7     |

| Команда | 1 | 2 | 3 | 4 | 5 | 6 | 7 | 8 | 9 | 10 | Всего |
| Канада  | 0 | 1 | 0 | 2 | 0 | 2 | 0 | 1 | 0 | 1  | 7     |
| Дания   | 1 | 0 | 1 | 0 | 1 | 0 | 1 | 0 | 2 | 0  | 6     |

| Команда  | 1 | 2 | 3 | 4 | 5 | 6 | 7 | 8 | 9 | 10 | Всего |
| Канада   | 0 | 1 | 0 | 2 | 0 | 0 | 4 | 0 | 3 | X  | 10    |
| Норвегия | 1 | 0 | 1 | 0 | 0 | 1 | 0 | 1 | 0 | X  | 4     |

| Команда        | 1 | 2 | 3 | 4 | 5 | 6 | 7 | 8 | 9 | 10 | Всего |
| Канада         | 1 | 0 | 0 | 3 | 0 | 0 | 1 | 0 | 1 | 1  | 7     |
| Великобритания | 0 | 1 | 1 | 0 | 2 | 0 | 0 | 1 | 0 | 0  | 5     |

| Команда | 1 | 2 | 3 | 4 | 5 | 6 | 7 | 8 | 9 | 10 | Всего |
| США     | 0 | 0 | 2 | 2 | 0 | 1 | 0 | 1 | 0 | 0  | 6     |
| Канада  | 2 | 1 | 0 | 0 | 2 | 0 | 0 | 0 | 2 | 1  | 8     |

| Команда | 1 | 2 | 3 | 4 | 5 | 6 | 7 | 8 | 9 | 10 | 11 | Всего |
| Китай   | 0 | 0 | 2 | 0 | 3 | 1 | 0 | 0 | 0 | 2  | 0  | 8     |
| Канада  | 0 | 2 | 0 | 1 | 0 | 0 | 2 | 1 | 2 | 0  | 1  | 9     |

Полуфинал
| Команда | 1 | 2 | 3 | 4 | 5 | 6 | 7 | 8 | 9 | 10 | Всего |
| Канада  | 1 | 0 | 2 | 0 | 1 | 0 | 3 | 0 | 3 | X  | 10    |
| Китай   | 0 | 1 | 0 | 1 | 0 | 2 | 0 | 2 | 0 | X  | 6     |

Финал
| Команда        | 1 | 2 | 3 | 4 | 5 | 6 | 7 | 8 | 9 | 10 | Всего |
| Великобритания | 0 | 1 | 0 | 0 | 1 | 0 | 1 | 0 | X | X  | 3     |
| Канада         | 2 | 0 | 3 | 1 | 0 | 2 | 0 | 1 | X | X  | 9     |

Мужская сборная Канады завоевала «золото» 

#### Женщины
Состав
| Четвёртый              | Третий       | Второй        | Ведущий     | Запасной     |
| ---------------------- | ------------ | ------------- | ----------- | ------------ |
| Дженнифер Джонс (скип) | Кейтлин Лоус | Джилл Оффисер | Дон Макьюэн | Кирстен Уолл |

Круговой турнир
|  | Команды, выходящие в полуфинал |

| Место | Команда          | В | П | КЗ | КП | ВЭ | ПЭ | ОЭ | УЭ | ППД |
| ----- | ---------------- | - | - | -- | -- | -- | -- | -- | -- | --- |
| 1     | Канада           | 9 | 0 | 72 | 40 | 43 | 27 | 12 | 14 | 86% |
| 2     | Швеция           | 7 | 2 | 58 | 52 | 37 | 35 | 13 | 7  | 80% |
| 3     | Швейцария        | 5 | 4 | 63 | 60 | 37 | 38 | 13 | 7  | 78% |
| 4     | Великобритания   | 5 | 4 | 74 | 58 | 39 | 35 | 9  | 11 | 80% |
| 5     | Япония           | 4 | 5 | 59 | 67 | 39 | 41 | 4  | 10 | 76% |
| 6     | Дания            | 4 | 5 | 57 | 56 | 34 | 40 | 12 | 9  | 78% |
| 7     | Китай            | 4 | 5 | 58 | 62 | 36 | 38 | 10 | 4  | 81% |
| 8     | Республика Корея | 3 | 6 | 60 | 65 | 35 | 37 | 10 | 6  | 79% |
| 9     | Россия           | 3 | 6 | 48 | 56 | 33 | 35 | 19 | 6  | 82% |
| 10    | США              | 1 | 8 | 42 | 75 | 33 | 40 | 8  | 4  | 76% |

Время местное (UTC+4).

| Команда | 1 | 2 | 3 | 4 | 5 | 6 | 7 | 8 | 9 | 10 | Всего |
| Китай   | 0 | 0 | 0 | 1 | 0 | 1 | 0 | Х | Х | Х  | 2     |
| Канада  | 0 | 2 | 1 | 0 | 3 | 0 | 3 | Х | Х | Х  | 9     |

| Команда | 1 | 2 | 3 | 4 | 5 | 6 | 7 | 8 | 9 | 10 | Всего |
| Швеция  | 0 | 0 | 1 | 0 | 1 | 0 | 1 | 0 | X | X  | 3     |
| Канада  | 0 | 2 | 0 | 2 | 0 | 2 | 0 | 3 | X | X  | 9     |

| Команда        | 1 | 2 | 3 | 4 | 5 | 6 | 7 | 8 | 9 | 10 | Всего |
| Канада         | 1 | 0 | 2 | 0 | 3 | 0 | 1 | 0 | 1 | 1  | 9     |
| Великобритания | 0 | 1 | 0 | 2 | 0 | 2 | 0 | 1 | 0 | 0  | 6     |

| Команда | 1 | 2 | 3 | 4 | 5 | 6 | 7 | 8 | 9 | 10 | Всего |
| Канада  | 1 | 0 | 2 | 1 | 0 | 0 | 1 | 0 | 3 | X  | 8     |
| Дания   | 0 | 3 | 0 | 0 | 0 | 0 | 0 | 2 | 0 | X  | 5     |

| Команда   | 1 | 2 | 3 | 4 | 5 | 6 | 7 | 8 | 9 | 10 | Всего |
| Швейцария | 0 | 0 | 0 | 2 | 0 | 0 | 1 | 2 | 0 | X  | 5     |
| Канада    | 0 | 1 | 1 | 0 | 2 | 1 | 0 | 0 | 3 | X  | 8     |

| Команда | 1 | 2 | 3 | 4 | 5 | 6 | 7 | 8 | 9 | 10 | Всего |
| Канада  | 2 | 0 | 2 | 0 | 0 | 0 | 2 | 1 | 0 | 1  | 8     |
| Япония  | 0 | 2 | 0 | 2 | 1 | 0 | 0 | 0 | 1 | 0  | 6     |

| Команда | 1 | 2 | 3 | 4 | 5 | 6 | 7 | 8 | 9 | 10 | Всего |
| Канада  | 0 | 0 | 3 | 0 | 2 | 0 | 0 | 0 | 0 | X  | 5     |
| Россия  | 0 | 1 | 0 | 1 | 0 | 0 | 0 | 0 | 1 | X  | 3     |

| Команда | 1 | 2 | 3 | 4 | 5 | 6 | 7 | 8 | 9 | 10 | 11 | Всего |
| США     | 0 | 0 | 3 | 0 | 1 | 0 | 0 | 1 | 0 | 1  | 0  | 6     |
| Канада  | 2 | 1 | 0 | 1 | 0 | 1 | 1 | 0 | 0 | 0  | 1  | 7     |

| Команда          | 1 | 2 | 3 | 4 | 5 | 6 | 7 | 8 | 9 | 10 | Всего |
| Канада           | 0 | 1 | 0 | 2 | 1 | 0 | 1 | 2 | 2 | X  | 9     |
| Республика Корея | 2 | 0 | 2 | 0 | 0 | 0 | 0 | 0 | 0 | X  | 4     |

Полуфинал
| Команда        | 1 | 2 | 3 | 4 | 5 | 6 | 7 | 8 | 9 | 10 | Всего |
| Великобритания | 0 | 0 | 2 | 0 | 1 | 0 | 0 | 0 | 1 | 0  | 4     |
| Канада         | 2 | 1 | 0 | 1 | 0 | 1 | 0 | 0 | 0 | 1  | 6     |

Финал
| Команда | 1 | 2 | 3 | 4 | 5 | 6 | 7 | 8 | 9 | 10 | Всего |
| Швеция  | 0 | 1 | 0 | 0 | 2 | 0 | 0 | 0 | 0 | X  | 3     |
| Канада  | 1 | 0 | 0 | 2 | 0 | 0 | 0 | 1 | 2 | X  | 6     |

Женская сборная Канады завоевала «золото» 

### Конькобежный спорт
Мужчины
Индивидуальные гонки
| Соревнование | Спортсмены     | 1 забег       | 1 забег       | 2 забег       | 2 забег       | Результат | Отставание | Место |
| Соревнование | Спортсмены     | Результат     | Место         | Результат     | Место         | Результат | Отставание | Место |
| ------------ | -------------- | ------------- | ------------- | ------------- | ------------- | --------- | ---------- | ----- |
| 500 метров   | Гилмор Джунио  | 35,150        | 11            | 35,09         | 7             | 70,250    | +0,94      | 10    |
| 500 метров   | Джейми Грегг   | 35,170        | 13            | 35,10         | 8             | 70,270    | +0,96      | 11    |
| 500 метров   | Уильям Даттон  | 35,278        | 18            | 35,17         | 11            | 70,448    | +1,13      | 14    |
| 500 метров   | Мунсеф Уарди   | 35,395        | 23            | 35,60         | 29            | 70,997    | +1,68      | 25    |
| 1000 метров  | Денни Моррисон | Не проводится | Не проводится | Не проводится | Не проводится | 1:08,43   | +0,04      | 2     |
| 1000 метров  | Венсан де Этр  | Не проводится | Не проводится | Не проводится | Не проводится | 1:10,04   | +1,65      | 20    |
| 1000 метров  | Уильям Даттон  | Не проводится | Не проводится | Не проводится | Не проводится | 1:10,61   | +2,22      | 26    |
| 1000 метров  | Мунсеф Уарди   | Не проводится | Не проводится | Не проводится | Не проводится | 1:11,07   | +2,68      | 32    |
| 1500 метров  | Денни Моррисон | Не проводится | Не проводится | Не проводится | Не проводится | 1:45,22   | +0,22      | 3     |
| 1500 метров  | Матьё Жиру     | Не проводится | Не проводится | Не проводится | Не проводится | 1:47,65   | +2,65      | 19    |
| 1500 метров  | Лукас Маковски | Не проводится | Не проводится | Не проводится | Не проводится | 1:48,51   | +3,51      | 28    |
| 1500 метров  | Венсан де Этр  | Не проводится | Не проводится | Не проводится | Не проводится | 1:49,42   | +4,42      | 33    |
| 5000 метров  | Матьё Жиру     | Не проводится | Не проводится | Не проводится | Не проводится | 6:35,77   | +25,01     | 22    |

Командная гонка
| Соревнование    | Спортсмены                               | Четвертьфинал      | Полуфинал                    | Финал    | Финал              | Итоговое Место |
| Соревнование    | Спортсмены                               | Соперник Результат | Соперник Результат           | Название | Соперник Результат | Итоговое Место |
| --------------- | ---------------------------------------- | ------------------ | ---------------------------- | -------- | ------------------ | -------------- |
| Командная гонка | Матьё Жиру Лукас Маковски Денни Моррисон | США · В 3:43,30    | Республика Корея · П 3:45,28 | B        | Польша · П 3:44,27 | 4              |

Женщины
Индивидуальные гонки
| Соревнование | Спортсмены              | 1 забег       | 1 забег       | 2 забег       | 2 забег       | Результат | Отставание | Место |
| Соревнование | Спортсмены              | Результат     | Место         | Результат     | Место         | Результат | Отставание | Место |
| ------------ | ----------------------- | ------------- | ------------- | ------------- | ------------- | --------- | ---------- | ----- |
| 500 метров   | Кристин Несбитт         | 38,530        | 11            | 38,61         | 12            | 77,15     | +2,45      | 12    |
| 500 метров   | Анастэйша Баксис        | 39,272        | 27            | 39,25         | 28            | 78,52     | +3,82      | 28    |
| 500 метров   | Марша Хьюди             | 39,590        | 32            | 39,63         | 33            | 79,22     | +4,52      | 32    |
| 500 метров   | Даниэль Уотерспун-Грегг | 39,760        | 33            | 39,56         | 32            | 79,32     | +4,81      | 33    |
| 1000 метров  | Кристин Несбитт         | Не проводится | Не проводится | Не проводится | Не проводится | 1:15,62   | +1,60      | 9     |
| 1000 метров  | Кейлин Ирвайн           | Не проводится | Не проводится | Не проводится | Не проводится | 1:17,24   | +3,22      | 18    |
| 1000 метров  | Кали Крист              | Не проводится | Не проводится | Не проводится | Не проводится | 1:17,41   | +3,39      | 21    |
| 1000 метров  | Бриттани Шусслер        | Не проводится | Не проводится | Не проводится | Не проводится | 1:18,53   | +4,51      | 30    |
| 1500 метров  | Кали Крист              | Не проводится | Не проводится | Не проводится | Не проводится | 1:58,63   | +5,12      | 16    |
| 1500 метров  | Кристин Несбитт         | Не проводится | Не проводится | Не проводится | Не проводится | 1:58,67   | +5,16      | 17    |
| 1500 метров  | Бриттани Шусслер        | Не проводится | Не проводится | Не проводится | Не проводится | 2:00,65   | +7,14      | 26    |
| 1500 метров  | Брианна Татт            | Не проводится | Не проводится | Не проводится | Не проводится | 2:03,69   | +10,62     | 35    |
| 3000 метров  | Бриттани Шусслер        | Не проводится | Не проводится | Не проводится | Не проводится | 4:14,65   | +14,31     | 19    |
| 3000 метров  | Ивани Блонден           | Не проводится | Не проводится | Не проводится | Не проводится | 4:18,70   | +18,36     | 24    |
| 5000 метров  | Ивани Блонден           | Не проводится | Не проводится | Не проводится | Не проводится | 7:20,10   | +28,56     | 14    |

Командная гонка
| Соревнование    | Спортсмены                                                | Четвертьфинал      | Полуфинал          | Финал    | Финал              | Итоговое Место |
| Соревнование    | Спортсмены                                                | Соперник Результат | Соперник Результат | Название | Соперник Результат | Итоговое Место |
| --------------- | --------------------------------------------------------- | ------------------ | ------------------ | -------- | ------------------ | -------------- |
| Командная гонка | Ивани Блонден Кали Крист Кристин Несбитт Бриттани Шусслер | Россия · П 3:02,06 | Не участвовали     | C        | США · В 3:02,04    | 5              |

### Лыжные гонки
Мужчины
Дистанционные гонки
| Соревнование              | Спортсмены                                       | Результат                                 | Отставание | Место |
| ------------------------- | ------------------------------------------------ | ----------------------------------------- | ---------- | ----- |
| 15 км классическим стилем | Девон Кёршо                                      | 41:17,1                                   | +2:47,4    | 35    |
| 15 км классическим стилем | Иван Бабиков                                     | 41:49,2                                   | +3:19,5    | 39    |
| 15 км классическим стилем | Грэм Киллик                                      | 44:04,8                                   | +5:35,1    | 65    |
| 15 км классическим стилем | Алекс Харви                                      | DNF                                       | DNF        | DNF   |
| Скиатлон 15+15 км         | Алекс Харви                                      | 1:10:00,2                                 | +1:44,8    | 18    |
| Скиатлон 15+15 км         | Иван Бабиков                                     | 1:10:14,6                                 | +1:59,2    | 25    |
| Скиатлон 15+15 км         | Грэм Киллик                                      | 1:13:16,1                                 | +5:00,7    | 45    |
| Масс-старт 50 км          | Алекс Харви                                      | 1:47:40,9                                 | +45,7      | 19    |
| Масс-старт 50 км          | Иван Бабиков                                     | 1:47:41,8                                 | +46,6      | 20    |
| Масс-старт 50 км          | Грэм Киллик                                      | 1:48:22,4                                 | +1:27,2    | 28    |
| Масс-старт 50 км          | Джесси Кокни                                     | 1:59:16,6                                 | +12:21,4   | 56    |
| Эстафета 4×10 км          | Лен Вяльяс Иван Бабиков Грэм Киллик Джесси Кокни | 1:33:19,0 24:16,1 23:56,9 22:04,6 23:01,4 | +4:37,0    | 12    |

Спринт
| Соревнование     | Спортсмены              | Квалификация  | Квалификация  | Четвертьфинал        | Четвертьфинал        | Четвертьфинал        | Полуфинал            | Полуфинал            | Полуфинал            | Финал                 | Финал                 | Итоговое место |
| Соревнование     | Спортсмены              | Результат     | Место         | Заезд                | Результат            | Место                | Заезд                | Результат            | Место                | Результат             | Место                 | Итоговое место |
| ---------------- | ----------------------- | ------------- | ------------- | -------------------- | -------------------- | -------------------- | -------------------- | -------------------- | -------------------- | --------------------- | --------------------- | -------------- |
| Спринт           | Алекс Харви             | 3:36,08       | 19 Q          | 4                    | 3:37,89              | 4                    | Завершил выступление | Завершил выступление | Завершил выступление | Завершил выступление  | Завершил выступление  | 19             |
| Спринт           | Лен Вяльяс              | 3:39,87       | 36            | Завершил выступление | Завершил выступление | Завершил выступление | Завершил выступление | Завершил выступление | Завершил выступление | Завершил выступление  | Завершил выступление  | 36             |
| Спринт           | Джесси Кокни            | 3:44,36       | 53            | Завершил выступление | Завершил выступление | Завершил выступление | Завершил выступление | Завершил выступление | Завершил выступление | Завершил выступление  | Завершил выступление  | 53             |
| Спринт           | Девон Кёршо             | 3:45,77       | 56            | Завершил выступление | Завершил выступление | Завершил выступление | Завершил выступление | Завершил выступление | Завершил выступление | Завершил выступление  | Завершил выступление  | 56             |
| Командный спринт | Алекс Харви Девон Кёршо | Не проводится | Не проводится | Не проводится        | Не проводится        | Не проводится        | 1                    | 24:20,37             | 6                    | Завершили выступление | Завершили выступление | 14             |

Женщины
Дистанционные гонки
| Соревнование              | Спортсмены                                                  | Результат                               | Отставание | Место |
| ------------------------- | ----------------------------------------------------------- | --------------------------------------- | ---------- | ----- |
| 10 км классическим стилем | Бриттани Уэбстер                                            | 31:41,0                                 | +3:23,2    | 42    |
| 10 км классическим стилем | Дарья Гаязова                                               | 31:47,0                                 | +3:29,2    | 44    |
| 10 км классическим стилем | Аманда Аммар                                                | 32:48,8                                 | +4:31,0    | 55    |
| 10 км классическим стилем | Хейди Видмер                                                | 33:01,9                                 | +4:44,1    | 57    |
| Скиатлон 7,5+7,5 км       | Эмили Нисикава                                              | 42:04,7                                 | +3:31,1    | 42    |
| Скиатлон 7,5+7,5 км       | Бриттани Уэбстер                                            | 43:25,6                                 | +4:52,0    | 51    |
| Скиатлон 7,5+7,5 км       | Аманда Аммар                                                | 44:24,3                                 | +5:50,7    | 55    |
| Масс-старт 30 км          | Бриттани Уэбстер                                            | 1:21:05,5                               | +10:00,3   | 46    |
| Масс-старт 30 км          | Эмили Нисикава                                              | 1:21:38,6                               | +10:33,4   | 47    |
| Масс-старт 30 км          | Аманда Аммар                                                | 1:22:03,7                               | +10:58,5   | 49    |
| Масс-старт 30 км          | Хейди Видмер                                                | 1:24:11,5                               | +13:06,3   | 52    |
| Эстафета 4×5 км           | Перьянн Джонс Дарья Гаязова Эмили Нисикава Бриттани Уэбстер | 59:13,6 15:50,9 15:09,5 13:27,3 14:52,9 | +6:10,9    | 14    |

Спринт
| Соревнование     | Спортсмены                  | Квалификация  | Квалификация  | Четвертьфинал         | Четвертьфинал         | Четвертьфинал         | Полуфинал             | Полуфинал             | Полуфинал             | Финал                 | Финал                 | Итоговое место |
| Соревнование     | Спортсмены                  | Результат     | Место         | Заезд                 | Результат             | Место                 | Заезд                 | Результат             | Место                 | Результат             | Место                 | Итоговое место |
| ---------------- | --------------------------- | ------------- | ------------- | --------------------- | --------------------- | --------------------- | --------------------- | --------------------- | --------------------- | --------------------- | --------------------- | -------------- |
| Спринт           | Перьянн Джонс               | 2:38,63       | 23 Q          | 5                     | 2:38,66               | 5                     | Завершила выступление | Завершила выступление | Завершила выступление | Завершила выступление | Завершила выступление | 23             |
| Спринт           | Дарья Гаязова               | 2:40,04       | 27 Q          | 2                     | 2:40,45               | 5                     | Завершила выступление | Завершила выступление | Завершила выступление | Завершила выступление | Завершила выступление | 25             |
| Спринт           | Хейди Видмер                | 2:43,36       | 43            | Завершила выступление | Завершила выступление | Завершила выступление | Завершила выступление | Завершила выступление | Завершила выступление | Завершила выступление | Завершила выступление | 43             |
| Спринт           | Чандра Крофорд              | 2:43,59       | 44            | Завершила выступление | Завершила выступление | Завершила выступление | Завершила выступление | Завершила выступление | Завершила выступление | Завершила выступление | Завершила выступление | 44             |
| Командный спринт | Дарья Гаязова Перьянн Джонс | Не проводится | Не проводится | Не проводится         | Не проводится         | Не проводится         | 1                     | 17:09,13              | 5                     | Завершили выступление | Завершили выступление | 11             |

### Прыжки на лыжах с трамплина
Мужчины
| Соревнование                  | Спортсмены                                                 | Квалификация  | Квалификация  | Финал                | Финал                | Финал                 | Финал                 | Финал                 | Финал                 | Итоговое место |
| Соревнование                  | Спортсмены                                                 | Результат     | Место         | 1 прыжок             | 1 прыжок             | 2 прыжок              | 2 прыжок              | Всего                 | Место                 | Итоговое место |
| Соревнование                  | Спортсмены                                                 | Результат     | Место         | Результат            | Место                | Результат             | Место                 | Всего                 | Место                 | Итоговое место |
| ----------------------------- | ---------------------------------------------------------- | ------------- | ------------- | -------------------- | -------------------- | --------------------- | --------------------- | --------------------- | --------------------- | -------------- |
| Нормальный трамплин           | Маккензи Бойд-Клаус                                        | 113,4         | 21            | 114,4                | 36                   | Завершил выступление  | Завершил выступление  | Завершил выступление  | Завершил выступление  | 36             |
| Нормальный трамплин           | Дасти Корек                                                | 107,4         | 28            | 111,1                | 39                   | Завершил выступление  | Завершил выступление  | Завершил выступление  | Завершил выступление  | 39             |
| Нормальный трамплин           | Мэттью Роули                                               | 100,0         | 41            | Завершил выступление | Завершил выступление | Завершил выступление  | Завершил выступление  | Завершил выступление  | Завершил выступление  | 51             |
| Нормальный трамплин           | Тревор Моррис                                              | 88,7          | 47            | Завершил выступление | Завершил выступление | Завершил выступление  | Завершил выступление  | Завершил выступление  | Завершил выступление  | 57             |
| Большой трамплин              | Маккензи Бойд-Клаус                                        | 105,5         | 19            | 120,1                | 19                   | 117,8                 | 24                    | 237,9                 | 25                    | 25             |
| Большой трамплин              | Тревор Моррис                                              | 84,5          | 40            | 103,4                | 42                   | Завершил выступление  | Завершил выступление  | Завершил выступление  | Завершил выступление  | 42             |
| Большой трамплин              | Мэттью Роули                                               | 88,4          | 38            | DSQ                  | DSQ                  | Завершил выступление  | Завершил выступление  | Завершил выступление  | Завершил выступление  | —              |
| Большой трамплин              | Дасти Корек                                                | 82,7          | 42            | Завершил выступление | Завершил выступление | Завершил выступление  | Завершил выступление  | Завершил выступление  | Завершил выступление  | 52             |
| Большой трамплин среди команд | Тревор Моррис Дасти Корек Мэттью Роули Маккензи Бойд-Клаус | Не проводится | Не проводится | 399,2                | 12                   | Завершили выступление | Завершили выступление | Завершили выступление | Завершили выступление | 12             |

Женщины
| Соревнование        | Спортсмены    | 1 прыжок  | 1 прыжок | 2 прыжок  | 2 прыжок | Всего | Место |
| Соревнование        | Спортсмены    | Результат | Место    | Результат | Место    | Всего | Место |
| ------------------- | ------------- | --------- | -------- | --------- | -------- | ----- | ----- |
| Нормальный трамплин | Ацуко Танака  | 117,8     | 8        | 113,5     | 12       | 231,3 | 12    |
| Нормальный трамплин | Тэйлор Хенрич | 118,2     | 7        | 112,2     | 14       | 230,4 | 13    |

### Санный спорт
Мужчины
| Соревнование | Спортсмены                 | 1 заезд   | 1 заезд | 2 заезд   | 2 заезд | 3 заезд       | 3 заезд       | 4 заезд       | 4 заезд       | Итоговый результат | Отставание | Итоговое место |
| Соревнование | Спортсмены                 | Результат | Место   | Результат | Место   | Результат     | Место         | Результат     | Место         | Итоговый результат | Отставание | Итоговое место |
| ------------ | -------------------------- | --------- | ------- | --------- | ------- | ------------- | ------------- | ------------- | ------------- | ------------------ | ---------- | -------------- |
| Одиночки     | Самуэль Эдни               | 52,783    | 14      | 52,546    | 6       | 52,268        | 11            | 52,180        | 9             | 3:29,777           | +2,251     | 11             |
| Одиночки     | Митчел Малик               | 53,367    | 28      | 53,401    | 29      | 52,756        | 24            | 52,633        | 24            | 3:32,157           | +4,631     | 26             |
| Одиночки     | Джон Феннел                | 53,350    | 27      | 53,561    | 30      | 52,879        | 27            | 52,926        | 29            | 3:32,716           | +5,190     | 27             |
| Двойки       | Тристан Уокер Джастин Снит | 49,857    | 4       | 49,983    | 6       | Не проводится | Не проводится | Не проводится | Не проводится | 1:39,840           | +0,907     | 4              |

Женщины
| Соревнование | Спортсмены     | 1 заезд   | 1 заезд | 2 заезд   | 2 заезд | 3 заезд   | 3 заезд | 4 заезд   | 4 заезд | Итоговый результат | Отставание | Итоговое место |
| Соревнование | Спортсмены     | Результат | Место   | Результат | Место   | Результат | Место   | Результат | Место   | Итоговый результат | Отставание | Итоговое место |
| ------------ | -------------- | --------- | ------- | --------- | ------- | --------- | ------- | --------- | ------- | ------------------ | ---------- | -------------- |
| Одиночки     | Алекс Гоф      | 50,464    | 5       | 50,402    | 5       | 50,286    | 4       | 50,426    | 5       | 3:21,578           | +1,810     | 4              |
| Одиночки     | Кимберли Макри | 50,465    | 6       | 50,454    | 6       | 50,356    | 5       | 50,620    | 11      | 3:21,895           | +2,127     | 5              |
| Одиночки     | Арианна Джонс  | 50,993    | 13      | 50,837    | 15      | 50,745    | 11      | 50,608    | 10      | 3:23,183           | +3,415     | 13             |

Смешанные команды
| Соревнование | Спортсмены                                          | Женщины   | Женщины | Мужчины   | Мужчины | Двойки    | Двойки | Итоговый результат | Отставание | Итоговое место |
| Соревнование | Спортсмены                                          | Результат | Место   | Результат | Место   | Результат | Место  | Итоговый результат | Отставание | Итоговое место |
| ------------ | --------------------------------------------------- | --------- | ------- | --------- | ------- | --------- | ------ | ------------------ | ---------- | -------------- |
| Эстафета     | Алекс Гоф Самуэль Эдни Тристан Уокер / Джастин Снит | 54,643    | 4       | 56,197    | 5       | 56,555    | 5      | 2:47,395           | +1,746     | 4              |

### Скелетон
Мужчины
| Соревнование | Спортсмены           | 1 заезд   | 1 заезд | 2 заезд   | 2 заезд | 3 заезд   | 3 заезд | 4 заезд   | 4 заезд | Итоговый результат | Отставание | Итоговое место |
| Соревнование | Спортсмены           | Результат | Место   | Результат | Место   | Результат | Место   | Результат | Место   | Итоговый результат | Отставание | Итоговое место |
| ------------ | -------------------- | --------- | ------- | --------- | ------- | --------- | ------- | --------- | ------- | ------------------ | ---------- | -------------- |
| Мужчины      | Джон Фэрбэрн         | 57,34     | 11      | 56,92     | 4       | 56,91     | 7       | 56,96     | 10      | 3:48,13            | +3,84      | 7              |
| Мужчины      | Эрик Нейлсон         | 57,41     | 12      | 57,01     | 8       | 57,25     | 14      | 57,10     | 14      | 3:48,77            | +4,48      | 13             |
| Женщины      | Сара Рид             | 59,14     | 7       | 59,17     | 8       | 58,27     | 4       | 58,15     | 2       | 3:54,73            | +1,84      | 7              |
| Женщины      | Мелисса Холлингсуорт | 59,68     | 15      | 59,70     | 17      | 58,68     | 10      | 58,15     | 2       | 3:56,21            | +3,32      | 11             |

### Сноуборд
Слоупстайл
| Соревнование | Спортсмены       | Квалификация | Квалификация | Квалификация | Квалификация | Полуфинал      | Полуфинал      | Полуфинал      | Финал                 | Финал                 | Финал                 | Итоговое место |
| Соревнование | Спортсмены       | Заезд        | 1 спуск      | 2 спуск      | Место        | 1 спуск        | 2 спуск        | Место          | 1 спуск               | 2 спуск               | Место                 | Итоговое место |
| ------------ | ---------------- | ------------ | ------------ | ------------ | ------------ | -------------- | -------------- | -------------- | --------------------- | --------------------- | --------------------- | -------------- |
| Мужчины      | Марк Макморрис   | 2            | 29,50        | 89,25        | 7 QS         | 55,50          | 89,25          | 3 Q            | 33,75                 | 88,75                 | 3                     | 3              |
| Мужчины      | Максанс Парро    | 2            | 91,75        | 97,50        | 1 QF         | Не участвовал  | Не участвовал  | Не участвовал  | 47,00                 | 87,25                 | 5                     | 5              |
| Мужчины      | Себастьян Тутан  | 1            | 74,25        | 87,25        | 3 QF         | Не участвовал  | Не участвовал  | Не участвовал  | 54,50                 | 58,50                 | 9                     | 9              |
| Мужчины      | Чарльз Рид       | 1            | 54,50        | 75,50        | 9 QS         | 46,25          | 43,50          | 14             | Завершил выступление  | Завершил выступление  | Завершил выступление  | 22             |
| Женщины      | Спенсер О’Брайен | 1            | 82,75        | 65,00        | 3 QF         | Не участвовала | Не участвовала | Не участвовала | 30,00                 | 35,00                 | 12                    | 12             |
| Женщины      | Дженна Бласман   | 2            | 60,25        | 51,50        | 6 QS         | 32,25          | 10,50          | 11             | Завершила выступление | Завершила выступление | Завершила выступление | 19             |

Хафпайп
| Соревнование | Спортсмены         | Квалификация | Квалификация | Квалификация | Квалификация | Полуфинал             | Полуфинал             | Полуфинал             | Финал                 | Финал                 | Финал                 | Итоговое место |
| Соревнование | Спортсмены         | Заезд        | 1 спуск      | 2 спуск      | Место        | 1 спуск               | 2 спуск               | Место                 | 1 спуск               | 2 спуск               | Место                 | Итоговое место |
| ------------ | ------------------ | ------------ | ------------ | ------------ | ------------ | --------------------- | --------------------- | --------------------- | --------------------- | --------------------- | --------------------- | -------------- |
| Мужчины      | Дерек Ливингстон   | 1            | 34,25        | 70,25        | 10           | Завершил выступление  | Завершил выступление  | Завершил выступление  | Завершил выступление  | Завершил выступление  | Завершил выступление  | 19             |
| Мужчины      | Криспин Липскомб   | 2            | 29,25        | 65,25        | 12           | Завершил выступление  | Завершил выступление  | Завершил выступление  | Завершил выступление  | Завершил выступление  | Завершил выступление  | 23             |
| Мужчины      | Брэд Мартин        | 2            | 31,25        | 22,50        | 19           | Завершил выступление  | Завершил выступление  | Завершил выступление  | Завершил выступление  | Завершил выступление  | Завершил выступление  | 39             |
| Женщины      | Кэти Цуюки         | 2            | 45,75        | 54,25        | 9 QS         | 55,50                 | 56,25                 | 7                     | Завершила выступление | Завершила выступление | Завершила выступление | 13             |
| Женщины      | Александра Дакворт | 1            | 42,25        | 69,75        | 7 QS         | 32,50                 | 25,75                 | 11                    | Завершила выступление | Завершила выступление | Завершила выступление | 17             |
| Женщины      | Мерседес Николль   | 2            | 43,50        | 26,50        | 12           | Завершила выступление | Завершила выступление | Завершила выступление | Завершила выступление | Завершила выступление | Завершила выступление | 25             |

Бордеркросс
| Соревнование | Спортсмены         | Квалификация  | Квалификация  | 1/8 финала    | 1/8 финала    | Четвертьфинал        | Четвертьфинал        | Полуфинал             | Полуфинал             | Финал                 | Финал                 | Итоговое место |
| Соревнование | Спортсмены         | Результат     | Место         | Заезд         | Место         | Заезд                | Место                | Заезд                 | Место                 | Название              | Место                 | Итоговое место |
| ------------ | ------------------ | ------------- | ------------- | ------------- | ------------- | -------------------- | -------------------- | --------------------- | --------------------- | --------------------- | --------------------- | -------------- |
| Мужчины      | Кевин Хилл         | Не проводится | Не проводится | 1             | 3 Q           | 1                    | 2 Q                  | 1                     | DNF QB                | Малый                 | 2                     | 8              |
| Мужчины      | Кристофер Робанске | Не проводится | Не проводится | 7             | 2 Q           | 4                    | DSQ                  | Завершил выступление  | Завершил выступление  | Завершил выступление  | Завершил выступление  | 17             |
| Мужчины      | Джейк Холден       | Не проводится | Не проводится | 5             | 4             | Завершил выступление | Завершил выступление | Завершил выступление  | Завершил выступление  | Завершил выступление  | Завершил выступление  | 25             |
| Мужчины      | Роберт Фэган       | Не проводится | Не проводится | 8             | DSQ           | Завершил выступление | Завершил выступление | Завершил выступление  | Завершил выступление  | Завершил выступление  | Завершил выступление  | 25             |
| Женщины      | Доминик Мальте     | 1:22,26       | 3             | Не проводится | Не проводится | 3                    | 1 Q                  | 2                     | 1 QA                  | Большой               | 2                     | 2              |
| Женщины      | Маэль Рикер        | 1:22,44       | 4             | Не проводится | Не проводится | 2                    | DNF                  | Завершила выступление | Завершила выступление | Завершила выступление | Завершила выступление | 22             |

Параллельный гигантский слалом
| Соревнование | Спортсмены           | Квалификация | Квалификация | Квалификация | Квалификация | 1/8 финала            | Четвертьфинал           | Полуфинал             | Финал                 | Место |
| Соревнование | Спортсмены           | 1 спуск      | 2 спуск      | Всего        | Место        | Соперник Результат    | Соперник Результат      | Соперник Результат    | Соперник Результат    | Место |
| ------------ | -------------------- | ------------ | ------------ | ------------ | ------------ | --------------------- | ----------------------- | --------------------- | --------------------- | ----- |
| Мужчины      | Джейси-Джей Андерсон | 49,59        | 49,88        | 1:39,47      | 13           | SLOР. Маргуч П +0,47  | Завершил выступление    | Завершил выступление  | Завершил выступление  | 14    |
| Мужчины      | Мэттью Морисон       | 49,87        | 49,75        | 1:39,62      | 14           | GERП. Бусслер П +0,30 | Завершил выступление    | Завершил выступление  | Завершил выступление  | 15    |
| Мужчины      | Майкл Ламберт        | 51,13        | 52,56        | 1:43,69      | 27           | Завершил выступление  | Завершил выступление    | Завершил выступление  | Завершил выступление  | 27    |
| Женщины      | Марианна Лисон       | 52,84        | 54,57        | 1:47,41      | 5            | SUIЛ. Йенни В −0,30   | AUTИ. Мешик П +0,30     | Завершила выступление | Завершила выступление | 5     |
| Женщины      | Каролин Кальве       | 55,11        | 53,68        | 1:48,79      | 8            | RUSЕ. Илюхина В −0,03 | JPNТ. Такэути П +4,00   | Завершила выступление | Завершила выступление | 6     |
| Женщины      | Ариан Лавинь         | 55,33        | 56,36        | 1:51,69      | 14           | SUIЖ. Цогг В −0,12    | RUSА. Заварзина П +7,27 | Завершила выступление | Завершила выступление | 8     |

Параллельный слалом
| Соревнование | Спортсмены           | Квалификация | Квалификация | Квалификация | Квалификация | 1/8 финала            | Четвертьфинал         | Полуфинал             | Финал                 | Место |
| Соревнование | Спортсмены           | 1 спуск      | 2 спуск      | Всего        | Место        | Соперник Результат    | Соперник Результат    | Соперник Результат    | Соперник Результат    | Место |
| ------------ | -------------------- | ------------ | ------------ | ------------ | ------------ | --------------------- | --------------------- | --------------------- | --------------------- | ----- |
| Мужчины      | Джейси-Джей Андерсон | 30,06        | 29,71        | 59,77        | 15           | SLOЖ. Кошир П +0,44   | Завершил выступление  | Завершил выступление  | Завершил выступление  | 15    |
| Мужчины      | Майкл Ламберт        | 30,19        | 29,61        | 59,80        | 16           | RUSВ. Уайлд П +1,78   | Завершил выступление  | Завершил выступление  | Завершил выступление  | 16    |
| Мужчины      | Мэттью Морисон       | 29,96        | 30,00        | 59,96        | 18           | Завершил выступление  | Завершил выступление  | Завершил выступление  | Завершил выступление  | 18    |
| Женщины      | Ариан Лавинь         | 32,80        | 32,80        | 1:05,60      | 17           | Завершила выступление | Завершила выступление | Завершила выступление | Завершила выступление | 17    |
| Женщины      | Каролин Кальве       | 32,81        | 33,34        | 1:06,15      | 26           | Завершила выступление | Завершила выступление | Завершила выступление | Завершила выступление | 26    |
| Женщины      | Марианна Лисон       | 32,81        | 33,45        | 1:06,26      | 27           | Завершила выступление | Завершила выступление | Завершила выступление | Завершила выступление | 27    |

### Фигурное катание
| Соревнование              | Спортсмены                          | Короткая программа | Короткая программа | Произвольная программа | Произвольная программа | Всего        | Всего |
| Соревнование              | Спортсмены                          | Сумма баллов       | Место              | Сумма баллов           | Место                  | Сумма баллов | Место |
| ------------------------- | ----------------------------------- | ------------------ | ------------------ | ---------------------- | ---------------------- | ------------ | ----- |
| Мужское одиночное катание | Патрик Чан                          | 97,52              | 2 Q                | 178,10                 | 2                      | 275,62       | 2     |
| Мужское одиночное катание | Кевин Рейнольдс                     | 68,76              | 17 Q               | 153,47                 | 10                     | 222,23       | 15    |
| Мужское одиночное катание | Лиам Фирус                          | 55,04              | 28                 | Завершил выступление   | Завершил выступление   | 55,04        | 28    |
| Женское одиночное катание | Кэйтлин Осмонд                      | 56,18              | 13 Q               | 112,80                 | 13                     | 168,98       | 13    |
| Женское одиночное катание | Габриэль Дэйлман                    | 52,61              | 19 Q               | 95,83                  | 16                     | 148,44       | 17    |
| Парное катание            | Кирстен Мур-Тауэрс / Дилан Москович | 70,92              | 6 Q                | 131,18                 | 5                      | 202,10       | 5     |
| Парное катание            | Меган Дюамель / Эрик Рэдфорд        | 72,21              | 5 Q                | 127,32                 | 7                      | 199,53       | 7     |
| Парное катание            | Пейдж Лоуренс / Руди Свигерс        | 58,97              | 13 Q               | 103,01                 | 14                     | 161,98       | 14    |
| Танцы на льду             | Тесса Вертью / Скотт Моир           | 76,33              | 2 Q                | 114,66                 | 2                      | 190,99       | 2     |
| Танцы на льду             | Кейтлин Уивер / Эндрю Поже          | 65,93              | 7 Q                | 103,18                 | 5                      | 169,11       | 7     |
| Танцы на льду             | Александра Пол / Митчелл Айслэм     | 55,91              | 18 Q               | 82,79                  | 16                     | 138,70       | 18    |

Командные соревнования
| Соревнование           | Спортсмены | Короткая программа      | Короткая программа      | Короткая программа      | Короткая программа      | Короткая программа | Короткая программа | Произвольная программа   | Произвольная программа   | Произвольная программа   | Произвольная программа   | Всего     | Всего |
| Соревнование           | Спортсмены | Мужчины                 | Женщины                 | Пары                    | Танцы                   | Результат          | Место              | Мужчины                  | Женщины                  | Пары                     | Танцы                    | Результат | Место |
| ---------------------- | --- | ----------------------- | ----------------------- | ----------------------- | ----------------------- | ------------------ | ------------------ | ------------------------ | ------------------------ | ------------------------ | ------------------------ | --------- | ----- |
| Командные соревнования | Патрик Чан (КП) Кевин Рейнольдс (ПП) Кэйтлин Осмонд Меган Дюамель / Эрик Рэдфорд (КП) Кирстен Мур-Тауэрс / Дилан Москович (ПП) Тесса Вертью / Скотт Моир | 89,71 3-е место 8 очков | 62,54 5-е место 6 очков | 73,10 2-е место 9 очков | 72,98 2-е место 9 очков | 32 очка            | 2 Q                | 167,92 2-е место 9 очков | 110,73 5-е место 6 очков | 129,74 2-е место 9 очков | 107,56 2-е место 9 очков | 65 очков  | 2     |

### Фристайл
Акробатика
| Соревнование | Спортсмены      | Квалификация 1 | Квалификация 1 | Квалификация 2 | Квалификация 2 | Финал 1 | Финал 1 | Финал 2 | Финал 2 | Финал 3              | Финал 3              | Итоговое место |
| Соревнование | Спортсмены      | Очки           | Место          | Очки           | Место          | Очки    | Место   | Очки    | Место   | Очки                 | Место                | Итоговое место |
| ------------ | --------------- | -------------- | -------------- | -------------- | -------------- | ------- | ------- | ------- | ------- | -------------------- | -------------------- | -------------- |
| Мужчины      | Трэвис Джерритс | 76,92          | 19             | 112,39         | 4 Q            | 107,29  | 6 Q     | 111,95  | 7       | Завершил выступление | Завершил выступление | 7              |

Могул
| Соревнование | Спортсмены           | Квалификация 1 | Квалификация 1 | Квалификация 1 | Квалификация 2 | Квалификация 2 | Квалификация 2 | Финал 1 | Финал 1 | Финал 1 | Финал 2 | Финал 2 | Финал 2 | Финал 3               | Финал 3               | Финал 3               | Итоговое место |
| Соревнование | Спортсмены           | Время          | Очки           | Место          | Время          | Очки           | Место          | Время   | Очки    | Место   | Время   | Очки    | Место   | Время                 | Очки                  | Место                 | Итоговое место |
| ------------ | -------------------- | -------------- | -------------- | -------------- | -------------- | -------------- | -------------- | ------- | ------- | ------- | ------- | ------- | ------- | --------------------- | --------------------- | --------------------- | -------------- |
| Мужчины      | Александр Билодо     | 25,03          | 24,70          | 1 Q            | Не участвовал  | Не участвовал  | Не участвовал  | 24,78   | 22,49   | 8 Q     | 25,91   | 23,89   | 3 Q     | 24,81                 | 26,31                 | 1                     | 1              |
| Мужчины      | Микаэль Кингсбери    | 25,75          | 23,81          | 2 Q            | Не участвовал  | Не участвовал  | Не участвовал  | 26,32   | 24,31   | 3 Q     | 26,37   | 24,54   | 1 Q     | 25,25                 | 24,71                 | 2                     | 2              |
| Мужчины      | Марк-Антуан Ганьон   | 25,44          | 22,90          | 5 Q            | Не участвовал  | Не участвовал  | Не участвовал  | 25,79   | 23,45   | 4 Q     | 25,61   | 24,16   | 2 Q     | 25,56                 | 23,35                 | 4                     | 4              |
| Мужчины      | Филипп Маркиз        | 25,65          | 22,43          | 6 Q            | Не участвовал  | Не участвовал  | Не участвовал  | 24,58   | 24,32   | 2 Q     | 24,07   | 22,25   | 9       | Завершил выступление  | Завершил выступление  | Завершил выступление  | 9              |
| Женщины      | Жюстин Дюфур-Лапуант | 32,02          | 22,28          | 3 Q            | Не участвовала | Не участвовала | Не участвовала | 31,82   | 21,54   | 4 Q     | 31,96   | 21,64   | 4 Q     | 31,56                 | 22,44                 | 1                     | 1              |
| Женщины      | Хлоэ Дюфур-Лапуант   | 30,80          | 22,64          | 2 Q            | Не участвовала | Не участвовала | Не участвовала | 31,90   | 21,65   | 3 Q     | 31,97   | 21,70   | 2 Q     | 31,71                 | 21,66                 | 2                     | 2              |
| Женщины      | Одри Робишо          | 33,55          | 20,61          | 9 Q            | Не участвовала | Не участвовала | Не участвовала | 33,20   | 20,41   | 10 Q    | 33,50   | 20,35   | 10      | Завершила выступление | Завершила выступление | Завершила выступление | 10             |
| Женщины      | Максим Дюфур-Лапуан  | 31,22          | 20,88          | 8 Q            | Не участвовала | Не участвовала | Не участвовала | 31.90   | 20,33   | 11 Q    | 31,25   | 18,64   | 12      | Завершила выступление | Завершила выступление | Завершила выступление | 12             |

Ски-кросс
| Соревнование | Спортсмены           | Квалификация | Квалификация | 1/8 финала | 1/8 финала | Четвертьфинал        | Четвертьфинал        | Полуфинал            | Полуфинал            | Финал                | Финал                | Итоговое место |
| Соревнование | Спортсмены           | Результат    | Место        | Заезд      | Место      | Заезд                | Место                | Заезд                | Место                | Название             | Место                | Итоговое место |
| ------------ | -------------------- | ------------ | ------------ | ---------- | ---------- | -------------------- | -------------------- | -------------------- | -------------------- | -------------------- | -------------------- | -------------- |
| Мужчины      | Брэди Леман          | 1:16,43      | 3            | 5          | 1 Q        | 3                    | 1 Q                  | 2                    | 1 QA                 | Большой              | 4                    | 4              |
| Мужчины      | Кристофер Дель Боско | 1:15,91      | 2            | 8          | 3          | Завершил выступление | Завершил выступление | Завершил выступление | Завершил выступление | Завершил выступление | Завершил выступление | 17             |
| Мужчины      | Дэвид Дункан         | 1:17,31      | 6            | 6          | 4          | Завершил выступление | Завершил выступление | Завершил выступление | Завершил выступление | Завершил выступление | Завершил выступление | 26             |
| Женщины      | Мариэль Томпсон      | 1:21,56      | 3            | 5          | 1 Q        | 3                    | 1 Q                  | 2                    | 1 QA                 | Большой              | 1                    | 1              |
| Женщины      | Келси Серва          | 1:21,45      | 1            | 1          | 1 Q        | 1                    | 1 Q                  | 1                    | 2 QA                 | Большой              | 2                    | 2              |
| Женщины      | Джорджия Симмерлинг  | 1:22,52      | 8            | 2          | 1 Q        | 1                    | 4                    | Завершил выступление | Завершил выступление | Завершил выступление | Завершил выступление | 14             |

Ски-хафпайп
| Соревнование | Спортсмены         | Квалификация | Квалификация | Квалификация | Финал                 | Финал                 | Финал                 | Итоговое место |
| Соревнование | Спортсмены         | 1 заезд      | 2 заезд      | Место        | 1 заезд               | 2 заезд               | Место                 | Итоговое место |
| ------------ | ------------------ | ------------ | ------------ | ------------ | --------------------- | --------------------- | --------------------- | -------------- |
| Мужчины      | Майк Риддл         | 82,20        | 75,00        | 6 Q          | 71,40                 | 90,60                 | 2                     | 2              |
| Мужчины      | Ноа Боумен         | 80,60        | 77,80        | 7 Q          | 80,40                 | 82,60                 | 5                     | 5              |
| Мужчины      | Джастин Дори       | 91,60        | 6,40         | 1 Q          | 20,40                 | 14,20                 | 12                    | 12             |
| Мужчины      | Мэтт Маргеттс      | 66,80        | 17,80        | 15           | Завершил выступление  | Завершил выступление  | Завершил выступление  | 15             |
| Женщины      | Розалинд Груневауд | 82,00        | 78,40        | 6 Q          | 5,40                  | 74,20                 | 7                     | 7              |
| Женщины      | Келти Хансен       | 8,60         | 66,20        | 13           | Завершила выступление | Завершила выступление | Завершила выступление | 13             |

Слоупстайл
| Соревнование | Спортсмены         | Квалификация | Квалификация | Квалификация | Финал                 | Финал                 | Финал                 | Итоговое место |
| Соревнование | Спортсмены         | 1 заезд      | 2 заезд      | Место        | 1 заезд               | 2 заезд               | Место                 | Итоговое место |
| ------------ | ------------------ | ------------ | ------------ | ------------ | --------------------- | --------------------- | --------------------- | -------------- |
| Мужчины      | Алекс Больё-Маршан | 20,00        | 85,60        | 6 Q          | 5,00                  | 21,40                 | 12                    | 12             |
| Женщины      | Дара Хауэлл        | 88.80        | 35,20        | 1 Q          | 94,20                 | 48,40                 | 1                     | 1              |
| Женщины      | Ким Ламарр         | 85,40        | 38,00        | 2 Q          | 15,00                 | 85,00                 | 3                     | 3              |
| Женщины      | Юки Цубота         | 76,60        | 81,00        | 4 Q          | 71,60                 | 28,40                 | 6                     | 6              |
| Женщины      | Кая Турски         | 14,60        | 28,00        | 19           | Завершила выступление | Завершила выступление | Завершила выступление | 19             |

### Хоккей
| Соревнование | Команда                   | Предварительный раунд | Предварительный раунд | Предварительный раунд | Предварительный раунд | Предварительный раунд | Квалификация плей-офф | Четвертьфинал      | Полуфинал          | Финал              | Место |
| Соревнование | Команда                   | Группа                | Соперник Результат    | Соперник Результат    | Соперник Результат    | Место                 | Соперник Результат    | Соперник Результат | Соперник Результат | Соперник Результат | Место |
| ------------ | ------------------------- | --------------------- | --------------------- | --------------------- | --------------------- | --------------------- | --------------------- | ------------------ | ------------------ | ------------------ | ----- |
| Мужчины      | Мужская сборная по хоккею | B                     | Норвегия В 3:1        | Австрия В 6:0         | Финляндия В 2:1 (ОТ)  | 1 QQ                  | Не участвовали        | Латвия В 2:1       | США В 1:0          | Швеция В 3:0       | 1     |
| Женщины      | Женская сборная по хоккею | A                     | Швейцария В 5:0       | Финляндия В 3:0       | США В 3:2             | 1 QS                  | Не проводится         | Не участвовали     | Швейцария В 3:1    | США В 3:2 (ОТ)     | 1     |

#### Мужчины
Состав
Первоначально в состав был заявлен Стивен Стэмкос. Однако Стивен не сумел восстановиться после перелома ноги, и его в составе заменил Мартин Сан-Луи.
| Номер | Имя                | Позиция    | Хват   | Рост, см | Вес, кг | Дата рождения | Клуб               | И | Г | П | О | Штр | КН   | %ОБ   |
| ----- | ------------------ | ---------- | ------ | -------- | ------- | ------------- | ------------------ | - | - | - | - | --- | ---- | ----- |
| 1     | Роберто Люонго     | вратарь    | левый  | 190      | 98      | 04.04.1979    | Ванкувер Кэнакс    | 1 | 0 | 0 | 0 | 0   | 0,00 | 100   |
| 2     | Данкан Кит         | защитник   | левый  | 185      | 90      | 16.07.1984    | Чикаго Блэкхокс    | 6 | 0 | 1 | 1 | 4   | —    | —     |
| 5     | Дэн Хэмьюс         | защитник   | левый  | 186      | 94      | 13.12.1982    | Ванкувер Кэнакс    | 5 | 0 | 0 | 0 | 0   | —    | —     |
| 6     | Ши Уэбер (А)       | защитник   | правый | 193      | 106     | 14.08.1985    | Нэшвилл Предаторз  | 6 | 3 | 3 | 6 | 0   | —    | —     |
| 8     | Дрю Даути          | защитник   | правый | 185      | 94      | 08.12.1989    | Лос-Анджелес Кингз | 6 | 2 | 4 | 6 | 0   | —    | —     |
| 9     | Мэтт Дюшен         | нападающий | левый  | 180      | 91      | 16.01.1991    | Колорадо Эвеланш   | 4 | 0 | 0 | 0 | 0   | —    | —     |
| 10    | Патрик Шарп        | нападающий | правый | 185      | 90      | 27.12.1981    | Чикаго Блэкхокс    | 5 | 1 | 0 | 1 | 4   | —    | —     |
| 12    | Патрик Марло       | нападающий | левый  | 189      | 100     | 15.09.1979    | Сан-Хосе Шаркс     | 6 | 0 | 4 | 4 | 2   | —    | —     |
| 14    | Крис Куниц         | нападающий | левый  | 183      | 88      | 26.09.1979    | Питтсбург Пингвинз | 6 | 1 | 0 | 1 | 6   | —    | —     |
| 15    | Райан Гецлаф       | нападающий | правый | 193      | 100     | 10.05.1985    | Анахайм Дакс       | 6 | 1 | 2 | 3 | 4   | —    | —     |
| 16    | Джонатан Тэйвз (А) | нападающий | левый  | 188      | 95      | 29.04.1988    | Чикаго Блэкхокс    | 6 | 1 | 2 | 3 | 0   | —    | —     |
| 19    | Джей Боумистер     | защитник   | левый  | 193      | 96      | 27.09.1983    | Сент-Луис Блюз     | 6 | 0 | 1 | 1 | 0   | —    | —     |
| 20    | Джон Таварес       | нападающий | левый  | 183      | 90      | 20.09.1990    | Нью-Йорк Айлендерс | 4 | 0 | 0 | 0 | 0   | —    | —     |
| 22    | Джейми Бенн        | нападающий | левый  | 189      | 94      | 18.07.1989    | Даллас Старз       | 6 | 2 | 0 | 2 | 4   | —    | —     |
| 24    | Кори Перри         | нападающий | правый | 190      | 95      | 16.05.1985    | Анахайм Дакс       | 6 | 0 | 1 | 1 | 2   | —    | —     |
| 26    | Мартин Сан-Луи     | нападающий | левый  | 183      | 87      | 18.01.1975    | Тампа Бэй Лайтнинг | 5 | 0 | 0 | 0 | 2   | —    | —     |
| 27    | Алекс Пьетранджело | защитник   | правый | 190      | 96      | 18.01.1990    | Сент-Луис Блюз     | 6 | 0 | 1 | 1 | 0   | —    | —     |
| 31    | Кэри Прайс         | вратарь    | левый  | 191      | 100     | 16.08.1987    | Монреаль Канадиенс | 5 | 0 | 0 | 0 | 0   | 0,59 | 97,17 |
| 37    | Патрис Бержерон    | нападающий | правый | 188      | 88      | 24.07.1985    | Бостон Брюинз      | 6 | 0 | 2 | 2 | 5   | —    | —     |
| 41    | Майк Смит          | вратарь    | левый  | 191      | 98      | 22.03.1982    | Финикс Койотис     | 0 | — | — | — | —   | —    | —     |
| 44    | Марк-Эдуард Власич | защитник   | левый  | 185      | 93      | 30.03.1987    | Сан-Хосе Шаркс     | 6 | 0 | 0 | 0 | 0   | —    | —     |
| 61    | Рик Нэш            | нападающий | левый  | 193      | 97      | 16.01.1984    | Нью-Йорк Рейнджерс | 6 | 0 | 1 | 1 | 2   | —    | —     |
| 76    | Пи Кей Суббан      | защитник   | правый | 183      | 98      | 13.05.1989    | Монреаль Канадиенс | 1 | 0 | 0 | 0 | 0   | —    | —     |
| 77    | Джефф Картер       | нападающий | правый | 193      | 95      | 01.01.1985    | Лос-Анджелес Кингз | 6 | 3 | 2 | 5 | 2   | —    | —     |
| 87    | Сидни Кросби (К)   | нападающий | левый  | 180      | 91      | 07.08.1987    | Питтсбург Пингвинз | 6 | 1 | 2 | 3 | 0   | —    | —     |

Состав: IIHF.com и Eliteprospects.com, статистика игроков: IIHF.com
Предварительный раунд
|  | Команды, выходящие в четвертьфинал         |
|  | Команды, выходящие в квалификацию плей-офф |

Группа B
| М | Сборная   | И | В | ВО | ПО | П | ШЗ | ШП | РШ | О |
| - | --------- | - | - | -- | -- | - | -- | -- | -- | - |
| 1 | Канада    | 3 | 2 | 1  | 0  | 0 | 11 | 2  | +9 | 8 |
| 2 | Финляндия | 3 | 2 | 0  | 1  | 0 | 15 | 7  | +8 | 7 |
| 3 | Австрия   | 3 | 1 | 0  | 0  | 2 | 7  | 15 | −8 | 3 |
| 4 | Норвегия  | 3 | 0 | 0  | 0  | 3 | 3  | 12 | −9 | 0 |

Время местное (UTC+4).
| 13 февраля 2014 21:00 | Канада | 3 : 1 (0:0, 2:0, 1:1) | Норвегия | Ледовый дворец «Большой», Сочи Зрителей: 10 261 |

| Отчёт | Отчёт                    | Отчёт                                    | Отчёт                     | Отчёт                               |
| --- | ------------------------ | ---------------------------------------- | ------------------------- | ----------------------------------- |
| |                          |                                          |                           |                                     |
| | Кэри Прайс — 00:00-60:00 | Вратари                                  | 00:00-60:00 — Ларс Хауген | Судьи: Майк Легго Маркус Виннерборг |
| | Голы:                    |                                          |                           | Судьи: Майк Легго Маркус Виннерборг |
| Ши Уэбер — 26:20 (Д. Кит, П. Бержерон) Джейми Бенн — 35:19 (П. Бержерон, Д. Даути) Дрю Даути — 41:47 (Р. Гецлаф, П. Марло) | 1:0 2:0 2:1 3:1          | 40:42 — Патрик Торесен (бол.) (М. Олимб) |                           | Судьи: Майк Легго Маркус Виннерборг |
| |                          |                                          |                           | Судьи: Майк Легго Маркус Виннерборг |
| |                          |                                          |                           | Судьи: Майк Легго Маркус Виннерборг |
| |                          |                                          |                           | Судьи: Майк Легго Маркус Виннерборг |
| 10 мин | Штраф                    | 6 мин                                    |                           | Судьи: Майк Легго Маркус Виннерборг |
| |                          |                                          |                           |                                     |
| | 38                       | Броски                                   | 20                        |                                     |

| 14 февраля 2014 21:00 | Канада | 6 : 0 (2:0, 4:0, 0:0) | Австрия | Ледовый дворец «Большой», Сочи Зрителей: 8969 |

| Отчёт | Отчёт                        | Отчёт   | Отчёт                                                       | Отчёт                                 |
| --- | ---------------------------- | ------- | ----------------------------------------------------------- | ------------------------------------- |
| |                              |         |                                                             |                                       |
| | Роберто Люонго — 00:00-60:00 | Вратари | 00:00-40:00 — Бернхард Штаркбаум 40:00-60:00 — Матиас Ланге | Судьи: Дэйв Джексон Константин Оленин |
| | Голы:                        |         |                                                             | Судьи: Дэйв Джексон Константин Оленин |
| Дрю Даути — 05:24 (Дж. Тэйвз) Ши Уэбер — 10:12 (К. Перри, Р. Гецлаф) Джефф Картер — 22:39 (П. Марло, С. Кросби) Джефф Картер — 24:09 (П. Марло, А. Пьетранджело) Джефф Картер — 34:33 (П. Марло, Ш. Уэбер) Райан Гецлаф (мен.) — 36:48 | 1:0 2:0 3:0 4:0 5:0 6:0      |         |                                                             | Судьи: Дэйв Джексон Константин Оленин |
| |                              |         |                                                             | Судьи: Дэйв Джексон Константин Оленин |
| |                              |         |                                                             | Судьи: Дэйв Джексон Константин Оленин |
| |                              |         |                                                             | Судьи: Дэйв Джексон Константин Оленин |
| 8 мин | Штраф                        | 2 мин   |                                                             | Судьи: Дэйв Джексон Константин Оленин |
| |                              |         |                                                             |                                       |
| | 46                           | Броски  | 23                                                          |                                       |

| 16 февраля 2014 21:00 | Финляндия | 1 : 2 (OT) (0:1, 1:0, 0:0, 0:1) | Канада | Ледовый дворец «Большой», Сочи Зрителей: 11 263 |

| Отчёт                                        | Отчёт                     | Отчёт                                                                         | Отчёт                    | Отчёт                                |
| -------------------------------------------- | ------------------------- | ----------------------------------------------------------------------------- | ------------------------ | ------------------------------------ |
|                                              |                           |                                                                               |                          |                                      |
|                                              | Туукка Раск — 00:00-62:32 | Вратари                                                                       | 00:00-62:32 — Кэри Прайс | Судьи: Антонин Йержабек Кевин Поллок |
|                                              | Голы:                     |                                                                               |                          | Судьи: Антонин Йержабек Кевин Поллок |
| Туомо Рууту — 38:00 (Ю. Йокинен, О. Вананен) | 0:1 :0 1:2                | 13:44 — Дрю Даути (бол.) (Ш. Уэбер, С. Кросби) 62:32 — Дрю Даути (Дж. Картер) |                          | Судьи: Антонин Йержабек Кевин Поллок |
|                                              |                           |                                                                               |                          | Судьи: Антонин Йержабек Кевин Поллок |
|                                              |                           |                                                                               |                          | Судьи: Антонин Йержабек Кевин Поллок |
|                                              |                           |                                                                               |                          | Судьи: Антонин Йержабек Кевин Поллок |
| 2 мин                                        | Штраф                     | 2 мин                                                                         |                          | Судьи: Антонин Йержабек Кевин Поллок |
|                                              |                           |                                                                               |                          |                                      |
|                                              | 15                        | Броски                                                                        | 27                       |                                      |

Четвертьфинал
Время местное (UTC+4).
| 19 февраля 2014 21:00 | Канада | 2 : 1 (1:1, 0:0, 1:0) | Латвия | Ледовый дворец «Большой», Сочи Зрителей: 9825 |

| Отчёт                                                                     | Отчёт                    | Отчёт                                          | Отчёт                                        | Отчёт                   |
| ------------------------------------------------------------------------- | ------------------------ | ---------------------------------------------- | -------------------------------------------- | ----------------------- |
|                                                                           |                          |                                                |                                              |                         |
|                                                                           | Кэри Прайс — 00:00-60:00 | Вратари                                        | 00:00-58:22 — Кристер Гудлевскис 59:34-60:00 | Судьи: Тим Пил Юри Рённ |
|                                                                           | Голы:                    |                                                |                                              | Судьи: Тим Пил Юри Рённ |
| Патрик Шарп — 13:37 (Р. Нэш) Ши Уэбер (бол.) — 53:06 (Д. Даути, Д. Тэйвз) | 1:0 1:1 2:1              | 15:41 — Лаурис Дарзиньш (А. Кулда, Я. Спруктс) |                                              | Судьи: Тим Пил Юри Рённ |
|                                                                           |                          |                                                |                                              | Судьи: Тим Пил Юри Рённ |
|                                                                           |                          |                                                |                                              | Судьи: Тим Пил Юри Рённ |
|                                                                           |                          |                                                |                                              | Судьи: Тим Пил Юри Рённ |
| 6 мин                                                                     | Штраф                    | 6 мин                                          |                                              | Судьи: Тим Пил Юри Рённ |
|                                                                           |                          |                                                |                                              |                         |
|                                                                           | 57                       | Броски                                         | 16                                           |                         |

Полуфинал
Время местное (UTC+4).
| 21 февраля 2014 21:00 | США | 0 : 1 (0:0, 0:1, 0:0) | Канада | Ледовый дворец «Большой», Сочи Зрителей: 11 172 |

| Отчёт | Отчёт                       | Отчёт                               | Отчёт                    | Отчёт                             |
| ----- | --------------------------- | ----------------------------------- | ------------------------ | --------------------------------- |
|       |                             |                                     |                          |                                   |
|       | Джонатан Куик — 00:00-59:06 | Вратари                             | 00:00-60:00 — Кэри Прайс | Судьи: Брэд Майер Келли Сазерлэнд |
|       | Голы:                       |                                     |                          | Судьи: Брэд Майер Келли Сазерлэнд |
|       | 0:1                         | 24:41 — Джейми Бенн (Дж. Боумистер) |                          | Судьи: Брэд Майер Келли Сазерлэнд |
|       |                             |                                     |                          | Судьи: Брэд Майер Келли Сазерлэнд |
|       |                             |                                     |                          | Судьи: Брэд Майер Келли Сазерлэнд |
|       |                             |                                     |                          | Судьи: Брэд Майер Келли Сазерлэнд |
| 4 мин | Штраф                       | 6 мин                               |                          | Судьи: Брэд Майер Келли Сазерлэнд |
|       |                             |                                     |                          |                                   |
|       | 31                          | Броски                              | 37                       |                                   |

Финал
Время местное (UTC+4).
| 23 февраля 2014 16:00 | Швеция | 0 : 3 (0:1, 0:1, 0:1) | Канада | Ледовый дворец «Большой», Сочи Зрителей: 11 076 |

| Отчёт | Отчёт                          | Отчёт                                                                                  | Отчёт                    | Отчёт                             |
| ----- | ------------------------------ | -------------------------------------------------------------------------------------- | ------------------------ | --------------------------------- |
|       |                                |                                                                                        |                          |                                   |
|       | Хенрик Лундквист — 00:00-60:00 | Вратари                                                                                | 00:00-60:00 — Кэри Прайс | Судьи: Брэд Майер Келли Сазерлэнд |
|       | Голы:                          |                                                                                        |                          | Судьи: Брэд Майер Келли Сазерлэнд |
|       | 0:1 0:2 0:3                    | 12:55 — Джонатан Тэйвз (Дж. Картер, Ш. Уэбер) 35:43 — Сидни Кросби 49:04 — Крис Кунитц |                          | Судьи: Брэд Майер Келли Сазерлэнд |
|       |                                |                                                                                        |                          | Судьи: Брэд Майер Келли Сазерлэнд |
|       |                                |                                                                                        |                          | Судьи: Брэд Майер Келли Сазерлэнд |
|       |                                |                                                                                        |                          | Судьи: Брэд Майер Келли Сазерлэнд |
| 6 мин | Штраф                          | 4 мин                                                                                  |                          | Судьи: Брэд Майер Келли Сазерлэнд |
|       |                                |                                                                                        |                          |                                   |
|       | 24                             | Броски                                                                                 | 36                       |                                   |

#### Женщины
Состав
| Номер | Имя                    | Позиция    | Хват   | Рост, см | Вес, кг | Дата рождения | Клуб                        | И | Г | П | О | Штр | КН   | %ОБ   |
| ----- | ---------------------- | ---------- | ------ | -------- | ------- | ------------- | --------------------------- | - | - | - | - | --- | ---- | ----- |
| 1     | Шэннон Сабадош         | вратарь    | левый  | 175      | 65      | 06.08.1986    | НЭЙТ Оукс                   | 3 | 0 | 0 | 0 | 0   | 0,96 | 95.38 |
| 2     | Меган Агоста           | нападающий | левый  | 168      | 67      | 12.02.1987    | Монреаль Старз              | 5 | 3 | 1 | 4 | 0   | —    | —     |
| 3     | Жослин Ларок           | защитник   | левый  | 170      | 63      | 19.05.1988    | Калгари Инферно             | 5 | 1 | 1 | 2 | 2   | —    | —     |
| 5     | Лорин Ружо             | защитник   | левый  | 173      | 75      | 12.04.1990    | Корнелл Биг Ред             | 5 | 0 | 0 | 0 | 6   | —    | —     |
| 6     | Ребекка Джонстон       | нападающий | левый  | 170      | 67      | 24.09.1989    | Торонто Фуриес              | 5 | 2 | 3 | 5 | 4   | —    | —     |
| 8     | Лаура Фортино          | защитник   | левый  | 164      | 62      | 30.01.1991    | Корнелл Биг Ред             | 5 | 0 | 1 | 1 | 0   | —    | —     |
| 9     | Дженнифер Уэйкфилд     | нападающий | правый | 175      | 77      | 15.01.1989    | Торонто Фуриес              | 5 | 0 | 1 | 1 | 0   | —    | —     |
| 10    | Джиллиан Эппс          | нападающий | левый  | 180      | 80      | 02.11.1983    | Брэмптон Тандер             | 5 | 0 | 0 | 0 | 2   | —    | —     |
| 12    | Меган Миккелсон        | защитник   | правый | 175      | 67      | 04.01.1985    | Калгари Инферно             | 4 | 0 | 1 | 1 | 4   | —    | —     |
| 13    | Каролин Уэллетт (К)    | нападающий | левый  | 180      | 77      | 25.05.1979    | Монреаль Старз              | 5 | 0 | 0 | 0 | 2   | —    | —     |
| 15    | Мелоди Дауст           | нападающий | левый  | 163      | 71      | 07.01.1992    | Макгилл Марлетс             | 5 | 1 | 0 | 1 | 4   | —    | —     |
| 16    | Джейна Хеффорд (А)     | нападающий | левый  | 163      | 63      | 14.05.1977    | Брэмптон Тандер             | 5 | 1 | 2 | 3 | 2   | —    | —     |
| 18    | Кэтрин Уорд (А)        | защитник   | левый  | 168      | 67      | 27.02.1987    | Монреаль Старз              | 5 | 0 | 1 | 1 | 2   | —    | —     |
| 19    | Брианн Дженнер         | нападающий | правый | 175      | 70      | 04.05.1991    | Корнелл Биг Ред             | 5 | 1 | 0 | 1 | 0   | —    | —     |
| 21    | Хейли Ирвин            | нападающий | левый  | 170      | 78      | 06.01.1988    | Монреаль Старз              | 2 | 0 | 1 | 1 | 0   | —    | —     |
| 22    | Хейли Виккенхайзер (А) | нападающий | правый | 178      | 77      | 12.08.1978    | Калгари Динос               | 5 | 2 | 3 | 5 | 0   | —    | —     |
| 24    | Натали Спунер          | нападающий | правый | 178      | 80      | 17.10.1990    | Торонто Фуриес              | 5 | 2 | 2 | 4 | 0   | —    | —     |
| 27    | Тара Уотхорн           | защитник   | левый  | 178      | 76      | 30.05.1990    | Калгари Инферно             | 5 | 1 | 0 | 1 | 10  | —    | —     |
| 29    | Мари-Филип Пулен       | нападающий | левый  | 169      | 72      | 28.03.1991    | Бостон Университет Тереьерс | 5 | 3 | 2 | 5 | 0   | —    | —     |
| 31    | Женевьев Лакасс        | вратарь    | левый  | 173      | 64      | 05.05.1989    | Бостон Блэйдз               | 0 | — | — | — | —   | —    | —     |
| 32    | Шарлин Лабонте         | вратарь    | левый  | 175      | 72      | 15.10.1982    | Монреаль Старз              | 2 | 0 | 0 | 0 | 0   | 1,00 | 95.12 |

<Состав: IIHF.com и Eurohockey.com, статистика игроков: IIHF.com
Предварительный раунд
|  | Команды, выходящие в полуфинал     |
|  | Команды, выходящие в четвертьфинал |

Группа A
| М | Сборная   | И | В | ВО | ПО | П | ШЗ | ШП | РШ  | О |
| - | --------- | - | - | -- | -- | - | -- | -- | --- | - |
| 1 | Канада    | 3 | 3 | 0  | 0  | 0 | 11 | 2  | +9  | 9 |
| 2 | США       | 3 | 2 | 0  | 0  | 1 | 14 | 4  | +10 | 6 |
| 3 | Финляндия | 3 | 0 | 1  | 0  | 2 | 5  | 9  | −4  | 2 |
| 4 | Швейцария | 3 | 0 | 0  | 1  | 2 | 3  | 18 | −15 | 1 |

Время местное (UTC+4).
| 8 февраля 2014 17:00 | Канада | 5 : 0 (2:0, 3:0, 0:0) | Швейцария | Ледовая арена «Шайба», Сочи Зрителей: 4386 |

| Отчёт | Отчёт                        | Отчёт   | Отчёт                         | Отчёт            |
| --- | ---------------------------- | ------- | ----------------------------- | ---------------- |
| |                              |         |                               |                  |
| | Шарлин Лабонте — 00:00-60:00 | Вратари | 00:00-60:00 — Флоренс Шеллинг | Судья: Айна Хове |
| | Голы:                        |         |                               | Судья: Айна Хове |
| Жослин Ларок — 01:25 (Н. Спунер) Тара Уотхорн — 06:30 (Р. Джонстон) Хейли Виккенхайзер (мен.) — 23:54 Мари-Филип Пулен — 32:28 (Дж. Хеффорд, Р. Джонстон) Ребекка Джонстон — 36:10 (М.-Ф. Пулен) | 1:0 2:0 3:0 4:0 5:0          |         |                               | Судья: Айна Хове |
| |                              |         |                               | Судья: Айна Хове |
| |                              |         |                               | Судья: Айна Хове |
| |                              |         |                               | Судья: Айна Хове |
| 2 мин | Штраф                        | 4 мин   |                               | Судья: Айна Хове |
| |                              |         |                               |                  |
| | 69                           | Броски  | 14                            |                  |

| 10 февраля 2014 19:00 | Финляндия | 0 : 3 (0:0, 0:0, 0:3) | Канада | Ледовая арена «Шайба», Сочи Зрителей: 4837 |

| Отчёт  | Отчёт                                | Отчёт                                                                                                  | Отчёт                        | Отчёт               |
| ------ | ------------------------------------ | --- | ---------------------------- | ------------------- |
|        |                                      | |                              |                     |
|        | Ноора Рятю — 00:00-58:19 59:17-59:22 | Вратари                                                                                                | 00:00-60:00 — Шэннон Сабадош | Судья: Джой Тоттмэн |
|        | Голы:                                | |                              | Судья: Джой Тоттмэн |
|        | 0:1 0:2 0:3                          | 49:27 — Меган Агоста (бол.) 52:24 — Джейна Хеффорд 56:63 — Ребекка Джонстон (Дж. Хеффорд, М.-Ф. Пулен) |                              | Судья: Джой Тоттмэн |
|        |                                      | |                              | Судья: Джой Тоттмэн |
|        |                                      | |                              | Судья: Джой Тоттмэн |
|        |                                      | |                              | Судья: Джой Тоттмэн |
| 10 мин | Штраф                                | 12 мин                                                                                                 |                              | Судья: Джой Тоттмэн |
|        |                                      | |                              |                     |
|        | 14                                   | Броски                                                                                                 | 42                           |                     |

| 12 февраля 2014 16:30 | Канада | 3 : 2 (0:0, 0:1, 3:1) | США | Ледовая арена «Шайба», Сочи Зрителей: 4812 |

| Отчёт | Отчёт                        | Отчёт                                                                                         | Отчёт                                   | Отчёт              |
| --- | ---------------------------- | --------------------------------------------------------------------------------------------- | --------------------------------------- | ------------------ |
| |                              |                                                                                               |                                         |                    |
| | Шарлин Лабонте — 00:00-60:00 | Вратари                                                                                       | 00:00-57:45 — Джесси Веттер 58:55-59:02 | Судья: Анна Эскола |
| | Голы:                        |                                                                                               |                                         | Судья: Анна Эскола |
| Меган Агоста (бол.) — 42:21 (Х. Виккенхайзер) Хейли Виккенхайзер — 43:54 (Н. Спунер, М. Агоста) Меган Агоста — 54:55 | 0:1 :1 2:1 3:1 3:2           | 37:34 — Хилари Найт (бол.) (А. Карпентер, Э. Шлепер) 58:55 — Энн Шлепер (Б. Декер, Ж. Ламурё) |                                         | Судья: Анна Эскола |
| |                              |                                                                                               |                                         | Судья: Анна Эскола |
| |                              |                                                                                               |                                         | Судья: Анна Эскола |
| |                              |                                                                                               |                                         | Судья: Анна Эскола |
| 8 мин | Штраф                        | 10 мин                                                                                        |                                         | Судья: Анна Эскола |
| |                              |                                                                                               |                                         |                    |
| | 31                           | Броски                                                                                        | 27                                      |                    |

Полуфинал
Время местное (UTC+4).
| 17 февраля 2014 21:00 | Канада | 3 : 1 (3:0, 0:1, 0:0) | Швейцария | Ледовая арена «Шайба», Сочи Зрителей: 3378 |

| Отчёт | Отчёт                        | Отчёт                                          | Отчёт                         | Отчёт             |
| --- | ---------------------------- | ---------------------------------------------- | ----------------------------- | ----------------- |
| |                              |                                                |                               |                   |
| | Шэннон Сабадош — 00:00-60:00 | Вратари                                        | 00:00-60:00 — Флоренс Шеллинг | Судья: Эрин Блэйр |
| | Голы:                        |                                                |                               | Судья: Эрин Блэйр |
| Натали Спунер — 07:29 (Х. Виккенхайзер) Натали Спунер (бол.) — 11:10 (К. Уорд, Х. Виккенхайзер) Мелоди Дауст — 11:33 (Дж. Уэйкфилд) | 1:0 2:0 3:0 3:1              | 25:14 — Джессика Луц (бол.) (С. Бенц, Л. Бенц) |                               | Судья: Эрин Блэйр |
| |                              |                                                |                               | Судья: Эрин Блэйр |
| |                              |                                                |                               | Судья: Эрин Блэйр |
| |                              |                                                |                               | Судья: Эрин Блэйр |
| 12 мин | Штраф                        | 10 мин                                         |                               | Судья: Эрин Блэйр |
| |                              |                                                |                               |                   |
| | 48                           | Броски                                         | 22                            |                   |

Финал
Время местное (UTC+4).
| 20 февраля 2014 21:00 | Канада | 3 : 2 (OT) (0:0, 0:1, 2:1, 1:0) | США | Ледовый дворец «Большой», Сочи Зрителей: 10 639 |

| Отчёт | Отчёт                                    | Отчёт                                                                              | Отчёт                       | Отчёт               |
| --- | ---------------------------------------- | ---------------------------------------------------------------------------------- | --------------------------- | ------------------- |
| |                                          |                                                                                    |                             |                     |
| | Шэннон Сабадош — 00:00-58:25 59:05-68:10 | Вратари                                                                            | 00:00-68:10 — Джесси Веттер | Судья: Джой Тоттмэн |
| | Голы:                                    |                                                                                    |                             | Судья: Джой Тоттмэн |
| Брианн Дженнер — 56:34 (М. Миккелсон, Ж. Ларок) Мари-Филип Пулен — 59:05 (Р. Джонстон, Х. Ирвин) Мари-Филип Пулен (бол.) — 68:10 (Л. Фортино) | 0:1 0:2 1:2 2:2 3:2                      | 31:57 — Меган Дагган (Ж. Ламурё) 42:01 — Алекс Карпентер (бол.) (Х. Найт, К. Стэк) |                             | Судья: Джой Тоттмэн |
| |                                          |                                                                                    |                             | Судья: Джой Тоттмэн |
| |                                          |                                                                                    |                             | Судья: Джой Тоттмэн |
| |                                          |                                                                                    |                             | Судья: Джой Тоттмэн |
| 10 мин | Штраф                                    | 14 мин                                                                             |                             | Судья: Джой Тоттмэн |
| |                                          |                                                                                    |                             |                     |
| | 31                                       | Броски                                                                             | 29                          |                     |

### Шорт-трек
Мужчины
| Соревнование | Спортсмены                                                       | Отборочный раунд | Отборочный раунд | Отборочный раунд | Четвертьфинал        | Четвертьфинал        | Четвертьфинал        | Полуфинал            | Полуфинал            | Полуфинал            | Финал                | Финал                | Финал                | Итоговое место |
| Соревнование | Спортсмены                                                       | Забег            | Результат        | Место            | Забег                | Результат            | Место                | Забег                | Результат            | Место                | Название             | Результат            | Место                | Итоговое место |
| ------------ | ---------------------------------------------------------------- | ---------------- | ---------------- | ---------------- | -------------------- | -------------------- | -------------------- | -------------------- | -------------------- | -------------------- | -------------------- | -------------------- | -------------------- | -------------- |
| 500 метров   | Шарль Курнуайе                                                   | 2                | 41,180           | 1 Q              | 3                    | 41,060               | 2 Q                  | 1                    | 40,945               | 2 QA                 | A                    | 41,617               | 3                    | 3              |
| 500 метров   | Оливье Жан                                                       | 7                | 41,616           | 1 Q              | 4                    | 41,760               | 4                    | Завершил выступление | Завершил выступление | Завершил выступление | Завершил выступление | Завершил выступление | Завершил выступление | 13             |
| 500 метров   | Шарль Амлен                                                      | 8                | 1:18,871         | 4                | Завершил выступление | Завершил выступление | Завершил выступление | Завершил выступление | Завершил выступление | Завершил выступление | Завершил выступление | Завершил выступление | Завершил выступление | 32             |
| 1000 метров  | Оливье Жан                                                       | 2                | 1:26,089         | 1 Q              | 4                    | 1:24,935             | 3                    | Завершил выступление | Завершил выступление | Завершил выступление | Завершил выступление | Завершил выступление | Завершил выступление | 9              |
| 1000 метров  | Шарль Амлен                                                      | 5                | 1:25,742         | 1 Q              | 3                    | 1:40,408             | 4                    | Завершил выступление | Завершил выступление | Завершил выступление | Завершил выступление | Завершил выступление | Завершил выступление | 14             |
| 1000 метров  | Шарль Курнуайе                                                   | 1                | 1:24,787         | 1 Q              | 1                    | 1:25,204             | 5                    | Завершил выступление | Завершил выступление | Завершил выступление | Завершил выступление | Завершил выступление | Завершил выступление | 17             |
| 1500 метров  | Шарль Амлен                                                      | 4                | 2:16,903         | 1 Q              | Не проводится        | Не проводится        | Не проводится        | 3                    | 2:14,480             | 1 QA                 | A                    | 2:14,985             | 1                    | 1              |
| 1500 метров  | Франсуа Амлен                                                    | 5                | 2:13,935         | 2 Q              | Не проводится        | Не проводится        | Не проводится        | 1                    | 2:16,473             | 4 QB                 | B                    | 2:21,592             | 2                    | 9              |
| 1500 метров  | Майкл Гилдей                                                     | 6                | 2:16,468         | 2 Q              | Не проводится        | Не проводится        | Не проводится        | 2                    | PEN                  | PEN                  | Завершил выступление | Завершил выступление | Завершил выступление | 17             |
| Эстафета     | Шарль Курнуайе Шарль Амлен Франсуа Амлен Майкл Гилдей Оливье Жан | Не проводится    | Не проводится    | Не проводится    | Не проводится        | Не проводится        | Не проводится        | 2                    | 6:48,186             | 4 QB                 | B                    | 6:43,747             | 1                    | 6              |

Женщины
| Соревнование | Спортсмены                                                    | Отборочный раунд | Отборочный раунд | Отборочный раунд | Четвертьфинал         | Четвертьфинал         | Четвертьфинал         | Полуфинал             | Полуфинал             | Полуфинал             | Финал                 | Финал                 | Финал                 | Итоговое место |
| Соревнование | Спортсмены                                                    | Забег            | Результат        | Место            | Забег                 | Результат             | Место                 | Забег                 | Результат             | Место                 | Название              | Результат             | Место                 | Итоговое место |
| ------------ | ------------------------------------------------------------- | ---------------- | ---------------- | ---------------- | --------------------- | --------------------- | --------------------- | --------------------- | --------------------- | --------------------- | --------------------- | --------------------- | --------------------- | -------------- |
| 500 метров   | Марианна Сен-Желе                                             | 5                | 43,729           | 1 Q              | 1                     | 43,595                | 2 Q                   | 1                     | 44,069                | 3 QB                  | B                     | 44,359                | 4                     | 7              |
| 500 метров   | Валери Мальте                                                 | 8                | 44,093           | 1 Q              | 4                     | 43,550                | 3                     | Завершила выступление | Завершила выступление | Завершила выступление | Завершила выступление | Завершила выступление | Завершила выступление | 9              |
| 500 метров   | Джессика Хьюитт                                               | 7                | 43,447           | 2 Q              | 2                     | 1:00,971              | 4                     | Завершила выступление | Завершила выступление | Завершила выступление | Завершила выступление | Завершила выступление | Завершила выступление | 13             |
| 1000 метров  | Валери Мальте                                                 | 3                | 1:28,771         | 1 Q              | 2                     | 1:29,037              | 1 Q                   | 1                     | 1:56,511              | 4 QB                  | B                     | 1:36,863              | 2                     | 6              |
| 1000 метров  | Мари-Эв Дроле                                                 | 4                | 1:31,273         | 2 Q              | 1                     | 1:31,668              | 3                     | Завершила выступление | Завершила выступление | Завершила выступление | Завершила выступление | Завершила выступление | Завершила выступление | 12             |
| 1000 метров  | Марианна Сен-Желе                                             | 8                | 2:05,206         | 4                | Завершила выступление | Завершила выступление | Завершила выступление | Завершила выступление | Завершила выступление | Завершила выступление | Завершила выступление | Завершила выступление | Завершила выступление | 28             |
| 1500 метров  | Валери Мальте                                                 | 3                | 2:27,721         | 2 Q              | Не проводится         | Не проводится         | Не проводится         | 3                     | 2:23,069              | 3 QB                  | B                     | 2:24,711              | 1                     | 6              |
| 1500 метров  | Мари-Эв Дроле                                                 | 1                | 2:24,859         | 2 Q              | Не проводится         | Не проводится         | Не проводится         | 1                     | 2:19,516              | 3 QB                  | B                     | 2:25,870              | 3                     | 8              |
| 1500 метров  | Марианна Сен-Желе                                             | 5                | 2:27,071         | 4                | Не проводится         | Не проводится         | Не проводится         | Завершила выступление | Завершила выступление | Завершила выступление | Завершила выступление | Завершила выступление | Завершила выступление | 22             |
| Эстафета     | Мари-Эв Дроле Джессика Хьюитт Валери Мальте Марианна Сен-Желе | Не проводится    | Не проводится    | Не проводится    | Не проводится         | Не проводится         | Не проводится         | 1                     | 4:08,871              | 2 QA                  | A                     | 4:10,641              | 2                     | 2              |